# Hrvatska književnost
Hrvatska književnost je ukupnost književnih djela i stvaralaštva Hrvata, nastala na hrvatskom jeziku od srednjeg vijeka do suvremenog doba. Bitan je dio hrvatske kulture. Među kanonskim autorima hrvatske književnosti su Marko Marulić (otac hrvatske književnosti), Marin Držić (otac hrvatske drame), Ivan Gundulić, Ivan Mažuranić, August Šenoa, Ivana Brlić-Mažuranić, Antun Gustav Matoš, Miroslav Krleža, Marija Jurić Zagorka, Antun Branko Šimić i ini.

## Srednjovjekovna književnost

### Najraniji primjeri književnosti
Najstarija hrvatska književna djela pisana su na hrvatskome i latinskome jeziku. Rabila su se tri pisma: latinica, glagoljica i hrvatska ćirilica. Najstariji primjeri hrvatske književnosti sežu u srednji vijek. Baščanska ploča, ispisana glagoljicom, smatra se najstarijim pisanim dokumentom na hrvatskome jeziku. Otkrivena je u 19. stoljeću u Baškoj na otoku Krku. Nastala oko 1100., sadrži zahvalu opata Držihe kralju Dmitru Zvonimiru za zemlju darovanu za gradnju crkve. Povaljska listina je najstariji dokument pisan ćirilicom. Potječe s otoka Brača. Napisan je na listu pergamene 1. prosinca 1250., na arhaičnome čakavskome narječju, a svjedoči o događajima iz 1184. Vinodolski zakonik (1288.) je najstariji zakonski tekst na hrvatskom jeziku. Značajni dokumenti su i Statut grada Vrbnika te Statut grada Kastva.

### Kasniji srednji vijek
U srednjovjekovnoj književnosti nije moguće strogo jednoznačno lučiti vrste i žanrove jer je kriterij razlikovanja drukčiji od onoga normiranoga u ranom novovjekovlju. Pri pokušaju žanrovske klasifikacije u obzir valja uzeti ne samo oblikovne, već i tematske, pa čak i neke izvanknjiževne determinante. Svaka će podjela biti uvjetna, jer medu srednjovjekovnim žanrovima postoje sličnosti, čak i preklapanja. Dvije velike kategorije u koje je moguće svrstati hrvatske prozne tekstove ovoga razdoblja jesu, s jedne strane, pripovjedna proza u kojoj kao dominantni kompozicijsko-strukturni čimbenik funkcioniraju pripovijedanje, fabula i siže, te moralnopoučna ili refleksivna proza, u kojoj prevladavaju refleksija, uvjeravanje, komentar i opis.

#### Pripovijedna proza
Najpoznatije su podvrste pripovjedne proze: apokrifi, hagiografsko-legendarni tekstovi, mirakuli, vizije, prenja i romani. U pripovjednoj je prozi najčešći stupnjevit tip razvijanja fabule: zbivanje teži cilju, a lik mora savladati prepreke. Prstenastu fabulu ima Dundulova vizija (počinje i završava kao legenda, a središnji dio je vizija) i apokrif Kako bi prineseno lice Isukrsrovo v Rim, dok mirakul O djevojci bez ruku ima dvije usporedne fabularne linije koje se na kraju stapaju. Apokrifi su heterogena skupina ostvaraja koji govore o biblijskim temama i osobama, a nisu ušla u kanon Biblije. Kao odlomci ili cjelovita djela nalaze se u tridesetak hrvatskoglagoljskih kodeksa (zbornika i brevijara), te čine jednu od najbrojnijih i najznačajnijih skupina proznih tekstova hrvatskoga srednjovjekovlja. Manji je broj apokrifa sačuvan u latiničnim (npr. Dubrovački legendarij, 17. st.) i ćiriličnim (dubrovačko Libro od mnozijeh razloga, 1520.) spomenicima. Sadržajno se mogu podijeliti u dvije velike skupine: starozavjetne i, mnogobrojnije u nas, novozavjetne apokrife, te na podvrste kao što su: djela apostolska, apostolske pasije, evanđelja, poslanice, vizije, prenja, te na neke skupine koje dosad nisu genološki u dovoljnoj mjeri određene. Mnogo brojniji su oni koji se oslanjaju na opće crkvenoslavensko naslijede, čije je glavno rasadište bilo na slavenskom jugoistoku, i koji crpe iz grčko-bizantskih vrela.
Apokrifi se uvjetno mogu nazvati "religioznom beletristikom", jer je u njima zabavna funkcija izrazita, a doktrinarni sadržaj potisnut, osobito u nekim Djelima apostolskim. Fabula je razrađena, s nizom zapleta i dinamičnim pripovijedanjem. U njima su se glagoljaši nerijetko ostvarili kao vješti prevoditelji, skloni i individualnim zahvatima. Apokrifi na dramatičan način pripovijedaju o životu prvih ljudi (Život Adama i Eve); o pojedinostima iz života Bogorodice (Protoevanđelje Jakovljevo); o djetinjstvu Kristovu (Pseudo-Tomino evanđelje, sa zanimljivom karakterizacijom Isusa kao razigrana, pomalo i okrutna djeteta). Odlomak Nikodemova evanđelja pripovijeda o Kristovu silasku nad had/limb, odakle je oslobodio pravednike. Priča O prekrasnom Josipu u hrvatskoj redakciji počinje u antičkoj maniri invokacije božanstva i paralelama Josip-Krist. Vrlo su popularni bili apokrifi o doživljajima apostola koji su propovijedali vjeru u raznim krajevima svijeta. Primjerice, Djela apostola Andrije i Mateja u gradu ljudoždera gotovo su pustolovni roman s uzbudljivom radnjom punom obrata i čudesa, s mnogo sukoba i dramatičnim epizodama. 

#### Ljetopis popa Dukljanina
Od moralno-didaktičnih spisa najpoznatiji su »Kniga Kata mudroga«, »Cviet od krjeposti«, dok je među ljetopisima najglasovitiji »Ljetopis popa Dukljanina«. 

#### Stihovi i dramski oblici
Pobožna drama, koja se razvila iz dijaloških dijelova liturgijske igre, poznata je po prijepisima iz XV. i XVI. stoljeća (»Prikazanje od muke Spasitelja našeg« i središnje hrvatsko srednjovjekovno prikazanje »Muka svete Margarite«). Stihovi zapisani na jednome dubrovačkom carinskom statutu, u trećem desetljeću XV. st, dvostruko su rimovani dvanaesterci. Iz XIV. stoljeća sačuvani su slobodni stihovi pjesme »Poj želpo!«, rimovana »Pisan svetogo Jurja«, jedna Gospina pohvala, poznata pod imenom »Šibenska molitva«, nekoliko pjesama u simetričnom osmercu, neke pjesme u sedmercima poput prepjeva latinske božićne pjesme (»U se vrime godišća«) te jedna satirična pjesma o pokvarenosti svećenstva (»Svit se konča«). Mnogo su zreliji čakavski dvanaeseterci iz svetačkih legendi koje potječu iz XV. st. (»Transit sv. Jeronima« i dr.). Do posljednjih desetljeća XV. stoljeća, kada je počelo novo razdoblje, hrvatska je srednjovjekovna književnost dosegnula punu zrelost. Sama djela, zbornici i zapisi, kao i prepisivači i minijaturisti, tiskare u Senju, Kosinju i Rijeci svjedoče o usponu i cvatu. Pjesme, dijaloški stihovi, prikazanja, u vrhu su te književnosti.

## Humanizamirenesansa
Potkraj XV. i početkom XVI. stoljeća prihvaćaju se nove poetičke norme. Razvijaju se renesansne teme, forme i vrste, u skladu s talijanskim i zapadnoeuropskim književnim zbivanjima. Podloga je tomu bila književnost hrvatskih latinista. Latinski je bio uvriježen u svim hrvatskim zemljama, a do 1847. i službeni jezik u Saboru. U drugoj se polovici XVI. stoljeća renesansa polako gasi te posljednjih desetljeća XVI. stoljeća i u prvom desetljeću XVII. stoljeća prevladava manirizam, prijelazno razdoblje između renesanse i baroka.
Latinisti, s kojima je započeo humanizam, zauzimaju istaknuto mjesto u hrvatskoj književnosti, a dio njih i u europskoj. U XV. stoljeću rođeni su Juraj Šižgorić, Ivan Česmički (Janus Pannonius), Marko Marulić, Ludovik Crijević Tuberon,  Jakov Bunić, Koriolan Ćipiko, Juraj Dragišić, Vinko Pribojević; u XVI. stoljeću Antun Vrančić, Blaž Jurjević, Matija Vlačić Ilirik, Pavao Skalić, Faust Vrančić, Markantun de Dominis i dr. Mnogi su pisali na latinskome i u XVII. stoljeću, u doba baroka (Ivan Lucić, Pavao Ritter Vitezović, Ignjat Đurđević).

#### Marko Marulić (Judita, 1501.)
Početak hrvatske književnosti XVI. stoljeća u znaku je djela Marka Marulića, koji svojim latinskim djelima pripada među prve europske humaniste onoga doba (»De institutione bene vivendi per exempla sanctorum«, »Davidias«, najbolji ep hrvatskoga humanizma, otkriven tek u XX. stoljeću i dr.). Svoje najznačajnije hrvatsko djelo, ep »Juditu« (»Libar Marka Marula Splićanina u kom se uzdarži istorija svete udovice Judit u versih harvacki složena«) dovršio je 1501. 

#### Dubrovački petrarkisti
Prvi dubrovački petrarkistički pjesnici pojavili su se u drugoj polovici XV. stoljeća. Najviše je njihovih pjesama sačuvano u zborniku Nikše Ranjine, započetu 1507. Dok je Šiško Menčetić pjevao konvencionalne ljubavne pjesme u dvostruko rimovanom dvanaestercu, Džore Držić pisao je pod jačim utjecajem usmenoga pjesništva. Jedan od najplodnijih i žanrovski najraznovrsnijih renesansnih književnika je Mavro Vetranović. Njegovo »Posvetilište Abramovo« izvedeno je 1546., a potkraj XX. stoljeća s uspjehom su se izvodile njegove crkvene drame. 

#### Marin Držić (Novela od Stanca, Dundo Maroje, Skup)
Pjesnik i dramatičar Nikola Nalješković svojim je komedijama prethodnik Marina Držića, čiji književni opus pokazuje veliko poznavanje onodobnoga talijanskog i antičkoga kazališta i najviši je umjetnički domet starije hrvatske književnosti. Držić je počeo s pjesmama, ali je mnogo veći uspjeh postigao pastirskim igrama (»Tirena«, »Venere«, »Grižula«). Njegov se talent potpuno ostvario u stihovanoj komediji »Noveli od Stanca« i u nekoliko drugih komedija. Osim izgubljenoga »Pometa«, napisao i danas često izvođenoga »Dunda Maroja«, te potpuno ili djelomično sačuvane komedije kao što je plautovski »Pjerin« i »Skup«. 

#### Hvarski krug: Hanibal Lucić, Petar Hektorović
U drugoj polovici stoljeća djelovali su pjesnici Dinko Ranjina i Dominko Zlatarić. Zlatarić je cijenjen i kao najbolji renesansni prevoditelj (Sofoklova »Elektra«, Ovidijeva »Ljubav Pirama i Tizbe« i Tassova »Aminta«). Medu mnogim Dubrovčanima koji su u drugoj polovici stoljeća pisali stihove valja istaknuti Horacija Mažibradića, koji pripada prijelaznomu razdoblju manirizma Hvarskomu knjiž. krugu, osim Hanibala Lucića i Petra Hektorovića, pripadaju Mikša Pelegrinović (oko 1500. – 62.) i Martin Benetović (oko 1550. – 1607.). Iako Lucić u poeziji polazi od Petrarce i Bemba, iz naslijeđa petrarkističke tradicije izdvaja se oslanjanjem na pučko pjesništvo (»Jur nijedna na svit vila«). Njegova »Robinja«, jedan od najranijih dramskih tekstova sa svjetovnom tematikom u hrvatskoj književnosti, postala je u sljedećim stoljećima pučkom igrom. Petar Hektorović je u »Ribanju i ribarskom prigovaranju«, pisanu u obliku poslanice 1556., književno oblikovao svijest o ugroženosti baštine te zapisao prve narodne bugarštice. Mikša Pelegrinović autor je maskerate »Jeđupka«, jednog od najpopularnijih djela starije hrvatske književnosti, koja je utjecala na mnoge pjesnike XVI. i XVII. stoljeća, Marin Benetović komedije »Hvarkinja«, nastale u duhu eruditne komedije i Marina Držića.

#### Petar Zoranić (Planine, 1536.)
Zadar je već u XV. stoljeću dao pjesnika Jeronima Vidulića (umro 1499.), u XVI. stoljeću Petra Zoranića, Brnu Karnarutića (između 1515. i 1520. – 73.) i Jurja Barakovića. Zoranić je autor prvog originalnoga hrvatskog romana »Planine« (napisana 1536.). U njemu se nalaze odrazi lektire od Vergilija i Ovidija do Dantea, Petrarce do Marulića, ali i iskreno domoljublje. Brne Karnarutić poznat je po »Vazetju Sigeta grada«, prvom epu s temom iz nacionalne povijesti u hrvatskoj književnosti. Juraj Baraković u spjevu »Vila Slovinka« bio je nadahnut idejama slavenskog zajedništva i brigom za ugroženu hrvatsku baštinu, a stilom je navijestio barokni način izražavanja.

#### Matija Vlačić-Ilirik
Protestantski je pokret samo periferno zahvatio hrvatsku književnost, ali su Hrvati dali protestantizmu jednoga od istaknutih pisaca i ideologa Matiju Vlačića Ilirika (1520. – 75.), čiji je »Ključ Svetoga pisma« (1567.) bio najglasovitiji biblijski leksikon onoga doba.

#### Kajkavsko pjesništvo
Početak kajkavske pismenosti na sjeveru vezan je, kao i one na jugu, za stare glagoljske pobožne tekstove i za neke srednjovjekovne pripovijetke, koje su se prepisivale sve do XVII. Stoljeća. Najstarija kajkavska pjesmarica iz 1593. (»Prekomurska pjesmarica«) osim crkvenih pjesama sadrži i ljubavne i didaktične, pa čak i jedan epski spjev o padu Sigeta. Dva najpoznatija pisca s toga područja, Ivan Pergošić (?-1592.) i Antun Vramec (1538. – 88.), tiskali su svoje spise, "Decretum" (1574.), "Kroniku" (1578.) i "Postillu" (1586.), i to je uz čakavsko-štokavsko-kajkavski molitvenik »Raj duše« (1560.) Nikole Dešića gotovo sve što je tiskano u XVI. stoljeću.

## Barok: Ivan Gundulić, prva gramatika, prvi opsežniji rječnik
Hrvatska barokna književnost povezuje se uz pojavu protureformacije koja je zahvatila mnoge europske zemlje. Bartol Kašić piše prvu gramatiku hrvatskoga jezika. Jakov Mikalja je napisao Blago jezika slovinskoga Pavao Ritter Vitezović sastavlja Leikon latino-illyricum (rječnik latinsko-hrvatski). Šime Budinić predlaže mješavinu narodnoga staroslavenskoga, češkoga i poljskoga jezika. Pokušava uvesti u uporabu dijakritičke znakove za slova č i ž. Juraj Habdelić je autor djela Prvi oca našega Adama grieh, Zrcalo Marijansko (crkvene propovijedi) i Dictionar (kajkavski rječnik). Ivan Belostenec je napisao Gazofilacij, prvi potpuniji hrvatsko-latinski rječnik (Gazophylacium, seu latino-illyricorum onomatum aerarium). Petar Zrinski je autor epa Adrianskoga mora sirena, dok je Ana Katarina Frankapan napisala pjesme Putni tovaruš. Fran Krsto Frankapan piše zbirku pjesama Gartlic za čas kratiti. Od pjesnika iz Dubrovnika najpoznatiji su Ivan Gundulić, Ivan Bunić Vučić, Junije Palmotić i drugi. Istaknuta Gundulićeva djela su religiozna poema "Suze sina razmetnoga" (1622.), pastoralna drama Dubravka, i posebno junačko-viteški ep Osman u 20 pjevanja, kojem 14. i 15. pjevanje nedostaju.

## Prosvjetiteljstvo,klasicizami racionalizam
U XVIII. stoljeću, koje se naziva i vijekom prosvijećenosti i racionalizma, nastaje u Hrvatskoj nov odnos prema književnosti. Uzroci toga su oslobođenje većega dijela Dalmacije i Slavonije od turske vlasti, prodiranje prosvjetiteljskih i racionalističkih ideja iz zapadne Europe, i društvene reforme Marije Terezije i Josipa II. u sjevernom dijelu Hrvatske. 
Iako po umjetničkom dosegu djela ovoga razdoblja zaostaju za renesansnim i baroknim, njihova veća rasprostranjenost i integracija u književnoj produkciji Dalmacije, Bosne, Hercegovine, Slavonije, Dubrovnika i sjeverozapadne Hrvatske prethodi nacionalno-političkim integracijskim procesima koji će obilježiti 19. stoljeće. Stvorena su dva jezična standarda, većinski novoštokavski i manjinski kajkavski, što je završilo u prvoj polovici 19. stoljeća Ilirskim pokretom i proširenjem modificiranoga novoštokavskoga na cijelu Hrvatsku i sadašnju BiH. Kačićevi i Relkovićevi bestseleri temeljna su književna djela ovoga razdoblja, dok je Stullijev rječnik najopsežniji dopreporodni leksikografski rad.

#### Pavao Ritter Vitezović
Senjanin Pavao Ritter Vitezović (1652. – 1713.) je bio povjesničar, književnik i leksikograf, te kulturni djelatnik i poslanik u Beču i Požunu. Hrvatsku verziju svog prezimena (njem. Ritter: vitez) prvi put koristi u "Odiljenje sigetsko", svom prvom pjesničkom djelu na hrvatskom jeziku objavljenom u Linzu 1684. Sudjeluje u borbama s Osmanlijama u Senju, Slavoniji i ugarskoj Podravini, a nakon sklapanja mira je član komisije za utvrđivanje granice. U djelu "Oživjela Hrvatska" (Croatia rediviva, 1700) zastupa tezu da su svi Južni Slaveni zapravo Hrvati. Reformator slovopisa (grafije), osnivač tiskare, pisac kronika i kalendara - Vitezović je bio ispred svoga vremena, i utjecao na Ljudevita Gaja. Mnoge njegove ideje o književnom jeziku i pisanju slova su se ozbiljile u Ilirskome pokretu.

#### Antun Kanižlić
Slavonac Antun Kanižlić (1699. – 1777.), autor stihovane pripovijesti "Sveta Rožalija", prvi je pisac sjeverne Hrvatske koji se izravno ugledao na dubrovačke pjesnike, a posebno na Đurdevića. Kanižlić je jedan od prvih protagonista "Slavonskoga duhovnoga preporoda" - snažne kreativne djelatnosti što je uslijedila po oslobođenju zemlje, a koja je nezamisliva bez utjecaja južnohrvatske književnosti Dalmacije i Dubrovnika. 

#### Dubrovački krug
U Dubrovniku je u to doba bilo nekoliko istaknutih učenjaka, filozofa i latinskih pisaca, npr. Ruđer Bošković, Bernard Džamanjić, Džono Rastić, te na prijelazu u XIX. stoljeće Đuro Hidža (1752. – 1833.), Marko Bruerević-Desrivaux (1770. – 1823.) koji su pisali na latinskom, talijanskom i na hrvatskom jeziku. Zadnje veliko djelo toga razdoblja, koje zapravo stoji na prekretnici epoha, golemi je rječnik Dubrovčanina, franjevca Joakima Stullija. Poznati latinist u sjevernoj Hrvatskoj je kroničar Baltazar Adam Krčelić, dok su Slavonac Matija Petar Katančić (autor prvoga hrvatskoga tiskanoga prijevoda "Biblije") i Tituš Brezovački (najvažniji dramatik kajkavskoga područja) pisali i na hrvatskome. 

#### Andrija Kačić Miošić (Razgovor ugodni naroda slovinskoga, 1756.)
Posebno mjesto u književnosti XVIII. stoljeća zauzimaju pučki pjesnik i narodni mučenik Filip Grabovac (1697. – 1749.) i franjevački autor Andrija Kačić Miošić. Grabovčev "Cvit razgovora naroda i jezika iliričkoga aliti rvackoga", 1747. godine; ujedinjuje predaju hrvatske srednjovjekovne književnosti, ljetopisačku literaturu i književnost bosanskih franjevaca, dok je Kačićev "Razgovor ugodni naroda slovinskoga" iz 1756. godine, u stihovima i prozi, bila je svojedobno najčitanija knjiga na hrvatskom jeziku (prevedena je na desetak jezika i doživjela je skoro 70 hrvatskih izdanja do konca 20. stoljeća !): sklop "slovinske" protuturske ideologije, dinarsko-deseteračke apologije i idealizacije hrvatskih (i srpskih, albanskih, pa i muslimanskih) ratnika, harambaša i lokalnih poglavica. To je djelo, zajedno s Relkovićevim, definitivno označilo pobjedu novoštokavskoga idioma među Hrvatima, što će nešto kasnije oglasiti i preostali kajkavski džep u sjeverozapadnoj Hrvatskoj, u pokretu poznatom kao Hrvatski narodni preporod. Tomu je snažno pridonijela plodna spisateljska djelatnost (vjersko-poučna, leksikografska, gramatičarska, historiografska) bosanskih franjevaca među kojima se ističu Filip Lastrić,  Nikola Lašvanin i Hercegovac Lovro Sitović Ljubušak.

#### Matija Antun Relković (Satir iliti divji čovik, 1762.)
U Slavoniji se pojavilo, osim Kanižlića, više pisaca koji su pisali moralno-didaktične i prosvjetiteljske spise u stihovima. Najjače svjedočanstvo o prisutnosti prosvjetiteljskih ideja u hrvatskoj književnosti djelo je Matije Antuna Relkovića, koji je kao zarobljenik u Dresdenu, uspoređujući Slavoniju s Njemačkom, napisao spjev "Satir iliti divji čovik", 1762. godine. Oko "Satira" se razvila živa polemika, u kojoj su sudjelovali i pisac "Aždaje sedmoglave bojnim kopjem udarene i nagrđene" (1768.), Ličanin Vid Došen (1719-78.) te franjevac Matija Petar Katančić (1750. – 1825.), posljednji značajniji pisac toga razdoblja, koji je djelovao i u XIX. stoljeću, autor prvoga cjelovitoga tiskanoga prijevoda «Biblije» u Hrvata-pristaša teze o hrvatstvu Ilira. 

#### Drama: Tituš Brezovački
Kazalište je u XVIII. stoljeću u različitim oblicima djelovalo gotovo u svim primorskim središtima od Dubrovnika, Hvara i Korčule do Zadra, Senja i Rijeke te u sjevernoj Hrvatskoj od Zagreba i Varaždina do Požege i Osijeka. U Dubrovniku su prevedena i prikazana 23 Moliereova djela, što je za ono doba iznimna pojava. «Kate Kapuralica»  Vlaha Stullija (1768. – 1846.) najbolji je dramski tekst XVIII. stoljeća napisan na hrvatskom jeziku. Veliki komediograf toga razdoblja Tituš Brezovački (1757. – 1805.) pisao je na kajkavskome («Matijaš grabancijaš dijak», «Diogeneš»), no neke njegove štokavsko-ijekavske pjesme kao da predkazuju smjer kamo će krenuti Hrvatski narodni preporod. 

#### Ostali autori
Treba izdvojiti Adama Baltazara Krčelića (1715. – 1778.), najviše zbog latinskih uspomena «Annuae» koje su važan izvor za političke, kulturne i društvene događaje druge polovice XVIII. stoljeća. Na kraju toga razdoblja u sjevernoj Hrvatskoj djelovalo je nekoliko kajkavskih pisaca kojih rad zahvaća i početke preporodnoga doba, a među njima su najistaknutiji Tomaš Mikloušić (1768. – 1833.), jedan od posljednjih zagovornika kajkavskoga narječja kao književnoga jezika, te Ignac Kristijanović (1796. – 1884.), posljednji kajkavski pisac toga razdoblja.

## Romantizam1835. – 1881. - Hrvatski narodni preporod

#### Ljudevit Gaj: Pravopis, novoštokavština
Temeljna značajka hrvatskog romantizma njegova je nacionalna sastavnica. Osim domaće baštine, u buđenju nacionalne svijesti znatnu su ulogu imali i zakasnjeli utjecaj njemačkog romantizma te nacionalno osvješćivanje drugih slavenskih naroda u Habsburškoj Monarhiji. Preporodni, ilirski pokret (ilirizam) započeo je manji krug uglavnom mlađih intelektualaca, predvođenih Ljudevitom Gajem (1809. – 72.) i okupljenih oko »Danice ilirske« (1835.); oni su potaknuli planove kulturnog, znanstvenog, prosvjetnog i gospodarskog uzdizanja Hrvatske po uzoru na razvijenije europske zemlje. Ilirsko ime bilo je prihvaćeno na temelju tradicionalnoga uvjerenja da su Hrvati, pa i svi južnoslavenski narodi, potomci starih Ilira. Povezujući nadom u slavenstvo, i posebno u južnoslavensku uzajamnost, probuđenu inteligenciju i građanstvo, ilirski pokret snažno je potaknuo politički i kulturni život u Hrvatskoj. Središte Gajeve djelatnosti postala je ideja o hrvatskoj slovopisnoj i književnojezičnoj reformi. Godine 1830. u Budimu tiska čuveno djelo "Kratka osnova horvatsko-slavenskoga pravopisaňa" na hrvatskom i njemačkom jeziku. U njemu nudi rješenje za pisanje slova po uzoru na Husovu češku abecedu, te nastoji za svaki fonem u hrvatskom jeziku uvesti jedan grafem latiničkoga pisma. U početku je mislio da kajkavsko narječje najbolje čuva obilježja starijega stanja književnog jezika, a poslije je temelj jedinstvenoga književnog jezika pronašao u bogatoj hrvatskoj književnoj baštini, osobito dubrovačkoj. Novoštokavština, kao osnovica zajedničkoga književnog jezika, i moderan Gajev pravopis definitivno su prihvaćeni; tako je riješeno pitanje koje se postavljalo nekoliko stoljeća i uspostavljen je kontinuitet u hrvatskoj književnosti i kulturi. Književnost je za Gaja i većinu iliraca imala služiti prije svega političkoj akciji, pa je bila uglavnom domoljubno tendenciozna i romantično-budničarska. 

#### Ivan Mažuranić, Stanko Vraz, Petar Preradović
Najistaknutiji su pisci toga razdoblja bili Ivan Mažuranić, Stanko Vraz i Petar Preradović. Mažuranićev spjev »Smrt Smail-age Čengića« (1846.) je najzrelije djelo hrvatskog romantizma, spoj dubrovačke (gundulićevske) i narodne epske (kačićevske) tradicije. Slovenac Stanko Vraz (1810. – 51.) u početku je pisao slovenski, a poslije se posve priklonio hrvatskoj književnosti. Časopis »Kolo«, što ga je 1842. pokrenuo s D. Rakovcem i Lj. Vukotinovićem, prvi je put u hrvatskoj periodici postavio čvršće estetske i kritičke kriterije. Njegov kanconijer »Đulabije« (1840.) i tematikom i obradbom odudara od pisanja onodobnih pjesnika. Pišući domoljubne, ljubavne i refleksivne stihove pod dojmom iliraca i romantičkog, osobito njemačkog pjesništva, Petar Preradović (1818. – 72.) je postao najplodnijim i najpopularnijim pjesnikom razdoblja. D. Demeter (1811. – 72.), autor domoljubne epske pjesme »Grobničko polje« (1842.), postavio je temelj novijemu hrvatskom kazalištu, i kao organizator i kao pisac; najznačajnije mu je djelo drama iz staroilirske povijesti »Teuta« (1844.). 

#### Putopisi, drama, kritika
Prozom siromašno, to je razdoblje dalo i dva dobra putopisca. A. Nemčić (1813. – 49.), autor žanrovske iznimke onodobne drame, komedije »Kvas bez kruha« (1846.), napisao je jedan od naših najboljih putopisa, »Putositnice« (1845.), a putopis »Pogled u Bosnu« (1842.) M. Mažuranića (1817. – 81.) najbolja je proza toga razdoblja. Ivan Kukuljević Sakcinski (1816. – 89.), političar, znanstveni radnik, utemeljitelj moderne hrvatske historiografije, pisac prve izvedene drame novije hrvatske književnosti »Jurana i Sofije« (1839.), također je pisao putopisne tekstove. Lj. Vukotinović (1813. – 93.) počeo je pisati na kajkavskom narječju, a prihvativši ilirizam objavljivao je pjesme, novele i kritičke osvrte i uz Vraza je jedan od začetnika književne kritike. Pjesništvo P. A. Kazalija (1815. – 94.) više je vezano s europskim pjesništvom XIX. st. nego s hrvatskim romantizmom.

#### Protorealizam: August Šenoa
U razdoblju nakon 1848. djelovao je novi naraštaj književnika, kojima je zadaća bila očuvanje stečevina ilirizma. Neki književni povjesničari to razdoblje, obilježeno književnim radom Augusta Šenoe, nazivaju protorealizmom (1865. – 81.). U to doba djelovali su pjesnik, dramatičar i novelist Mirko Bogović (1816. – 93.), pripovjedači Dragojla Jarnević (1812. – 75.), M. Vodopić (1816. – 93.), I. Perkovac (1826. – 71.), Luka Botić (1830. – 63.) i J. Jurković (1827. – 89.). Franjo Marković (1845. – 1914.) bio je pjesnik, kritičar i dramatičar. 
Jedan od najsvestranijih kulturnih djelatnika toga razdoblja, Adolfo Veber Tkalčević (1825. – 89.), bio je kao filolog među vodećim predstavnicima zagrebačke škole. Političar i publicist Ante Starčević (1823. – 96.) pisao je pjesme, drame i književne kritike, a Fran Kurelac (1811. – 74.) bio je predstavnik riječke filološke škole. Vatroslav Jagić (1838. – 1923.) i August Šenoa upozoravali su već 1865. da je hrvatska književnost daleko od narodnoga života, a njezina je osnovna zadaća umjetničkim ostvarenjima pozitivno djelovati na život nacije. Pokroviteljstvo biskupa J. J. Strossmayera omogućilo je stvaranje JAZU (1866.) i Sveučilišta (1874.). Istodobno je pokrenut časopis »Vienac« (1869.), koji je sve do 1903. bio žarište hrvatskoga književnog života. Najpoznatiji je njegov suradnik, poslije i urednik, bio August Šenoa (1838. – 81.): u njemu je objavio prvi moderni hrvatski roman »Zlatarovo zlato« (1871.) i većinu ostalih svojih djela, pjesama, pripovijesti, feljtona i povijesnih romana, po kojima je postao najistaknutijim hrvatskim književnikom XIX. st. 
U doba zaokreta hrvatske novelistike prema realizmu djelovao je humorist V. Korajac (1839. – 99.). Josip Eugen Tomić (1843. – 1906.) pisao je pjesme, komedije, pripovijesti i romane. Na glas je došao povijesnim romanom u Šenoinu stilu »Zmaj od Bosne« (1879.). Tipičan predstavnik književnosti Šenoina razdoblja bio je R. Jorgovanić (1853. – 80.), pjesnik i pripovjedač. Nadaren pjesnik, ali izvan matice tzv. središnje nacionalne književnosti, bio je M. Bastian (1828. – 85.), začetnik novijega istarskoga kruga; posvetivši se domoljubnomu novinarstvu, pjesnički je dar žrtvovao nacionalnom programu u Istri. Slična je i sudbina vođe hrvatskoga nacionalnog pokreta u Istri, M. Laginje (1852. – 1930.).

## Realizam (1881. – 1892.)
Šenoini zahtjevi da se književnost približi puku utirali su put realizmu. Kulturni okvir unutar kojega se javio hrvatski realizam bio je opterećen nacionalnim i političkim pitanjima, pa su mnogi mlađi književnici politički bili vezani ponajviše uz Stranku prava. Velik broj pripovjedača iz različitih hrvatskih pokrajina omogućio je konačnu afirmaciju hrvatske književnosti, a posebno njezina kontinuiteta i cjelovitosti.

#### Eugen Kumičić, Ante Kovačić, Ksaver Šandor Gjalski
Prvi hrvatski pisac koji je s novim smjerom došao u dodir na samome izvoru bio je Eugen Kumičić (1850. – 1904.), pisac Istre, Zagreba i hrvatske prošlosti. Boraveći u Parizu, oduševio se tehnikom koja se u hrvatskoj književnosti nije mogla primijeniti, pa se zapravo kretao između romantizma i naturalizma (»Olga i Lina«, 1881.). Mlađi, ali mnogo borbeniji, radikalniji i jedan od najosebujnijih talenata hrvatske književnosti XIX. st., Ante Kovačić (1854. – 89.) napisao je niz pjesama, pripovijesti i romana te najbolji hrvatski roman XIX. st. »U registraturi« (1888.). Dok je Šenoa pjesnik Zagreba, Kovačić je kritičar i analitičar zagrebačkoga života. Ksaver Šandor Gjalski (1854. – 1935.) obrađivao je teme iz zagorske plemenitaške sredine (»Pod starimi krovovi«, 1886.) pod utjecajem Turgenjevljeva poetskoga realizma te nastojao kritički osvijetliti političko stanje u Hrvatskoj (»U noći«, 1887.). 

#### Vjenceslav Novak, Josip Kozarac, Silvije Strahimir Kranjčević
Najplodniji pisac hrvatskog realizma Vjenceslav Novak (1859. – 1905.), polazeći od rodnoga Senja, obuhvaćao je i šire područje, sve do Zagreba i Praga. U svojem najboljem romanu »Posljednji Stipančići« (1899.) obradio je propast senjske patricijske obitelji. Prodor stranoga kapitala u dotada patrijarhalnu Slavoniju (»Mrtvi kapitali«, 1890.; »Tena«, 1894.) prikazivao je Josip Kozarac (1858. – 1906.). Psihološke novele, pri samome kraju realističkoga razdoblja i u doba moderne, pisao je Janko Leskovar (1861. – 1949.). Njegovi junaci nisu borbeni i glavno im je obilježje pasivnost. Po tome je Leskovar najavio modernu. A. Harambašić (1861. – 1911.) pisao je domoljubne pjesme pravaške idejne usmjerenosti. Silvije Strahimir Kranjčević (1865. – 1908.) najveći je hrvatski pjesnik XIX. st. (»Bugarkinje«, 1885.; »Izabrane pjesme«, 1898.; »Trzaji«, 1902.). U rodoljubnoj lirici preteče su mu bili Šenoa i Harambašić, u socijalnoj, sarkastičnoj, Kovačić, refleksivnost je naslijedio od Preradovića, melankoliju od Vraza, svijest o ulozi svojega naroda od svih njih, a posebno od Mažuranića. Ne pripadajući ni jednoj stilskoj formaciji potpuno, Kranjčević je bio uzor i hrvatskim modernistima. J. Draženović (1863. – 1942.) najviše se približio romanskomu tipu realizma, gotovo verizmu; njegove »Crtice iz primorskoga malogradskoga života« (1893.) sugestivnom snagom prikazuju ljude i odnose u Hrvatskome primorju potkraj XIX. st. Na prijelazu u modernu djelovao je i pjesnik, dramatičar, novelist i romanopisac A. Tresić Pavičić (1867. – 1949.), stvaralac široke kulture i bogata izraza, koji je pod utjecajem klasičnog i talijanskog pjesništva unio u hrvatsko pjesništvo neke klasične forme. Zbirkama »Valovi misli i čuvstava« (1903.) i »Sutonski soneti« (1904.) znatno je utjecao na neke mlađe suvremenike (V. Nazor). Realizam je omogućio i književnu kritiku u modernome smislu riječi. Osvrti J. Iblera (1862. – 1926.), M. Šrepela (1862. – 1905.), a osobito J. Čedomila (1868. – 1928.) ističu umjetnički kriterij kao osnovu književne ocjene. Realistički smjer pripovijedanja nastavio je Istranin V. Car Emin (1870. – 1963.), koji je svoje najbolje djelo, romansiranu kroniku »Danuncijada«, objavio tek 1946. R. Katalinić Jeretov (1869. – 1954.) javio se u istome krugu kao pjesnik rodoljubne tematike i istarsko-primorskih motiva.

## Moderna (1892. – 1914.)
U hrvatskoj književnosti moderna je stilski raznoliko razdoblje na prijelazu iz XIX. u XX. st., od doba dezintegracije realizma s prozom J. Leskovara do izlaska zbornika »Hrvatska mlada lirika« (1914.). Pokret se proširio na likovne umjetnosti i na kulturni i nacionalni život uopće. Od početka je krenuo po dvjema linijama: jedna je bila (M. Dežman) uglavnom apolitička, kozmopolitska, larpurlartistička (»Mladost«, »Hrvatski salon«, »Život«), a druga (M. Marjanović) naprednjačka, masarykovska (»Nova nada«, »Hrvatska misao«, »Novo doba«, »Narodna misao«, »Glas«). Uza sve to, neki istaknuti pisci toga razdoblja nisu imali izravne veze s pokretom (Antun Gustav Matoš, Dinko Šimunović). Borba između »starih« i »mladih« trajala je još cijelo prvo desetljeće XX. st. 
Pokret je bio srodan sličnim pojavama u Europi. Jedan od osnovnih zahtjeva bila je sloboda stvaranja i otvorenost prema europskim poticajima: proučavale su se francuska, njemačka, talijanska, pa ruska, poljska i češka književnost i ostavljale sve više tragova. U borbi za slobodu književnog stvaranja i za larpurlartizam u umjetnosti posebno se istaknuo jedan od ideologa moderne, M. Dežman Ivanov (1873. – 1940.). M. Marjanović (1879. – 1955.) pripadao je, naprotiv, onomu dijelu »mladih« koji su, uza sve isticanje estetskih mjerila, smatrali da hrvatska književnost mora biti glavna pokretačka snaga u političkoj borbi naroda. Najbliži njegovu shvaćanju bili su stvaraoci kao A. Kovačić, S. S. Kranjčević i V. Nazor. 

#### Milutin Cihlar Nehajev
M. Cihlar Nehajev (1880. – 1931.), novelist (»Veliki grad«, 1919.) i dramatičar, napisao je niz studija i eseja o domaćim i stranim književnicima, a njegov »Bijeg« (1909.) smatra se najtipičnijim romanom hrvatske moderne. U njemu je prikazao ono što je započeo Leskovar: otuđenu, zbunjenu hrvatsku inteligenciju na početku XX. st., koja svoj individualni i nacionalni problem rješava – bijegom.

#### Lirika: Milan Begović, Vladimir Vidrić
Područje na kojem se moderna osobito istaknula bila je lirika. Slobodno izraženom erotikom, ovozemaljskim zanosom i pobunom protiv svih stega života, »Knjiga Boccadoro« (1900.) Milana Begovića (1876. – 1948.) djelovala je kao pravi manifest i ostala trajnom stečevinom hrvatske lirike. Poslije se Begović istaknuo kao dramatičar i prozaik, ali taj njegov rad pripada razdoblju između dvaju svjetskih ratova. Begovićevu pjesništvu slično je po dekoru i zvonkosti pjesništvo D. Domjanića (1875. – 1933.), ali je u opreci s njim upravo po lirskoj, sentimentalnoj kantileni čovjeka koji se osjeća izgubljeno i gotovo suvišno. Mnogo uspjeha imalo je njegovo kajk. pjesništvo (»Kipci i popevke«, 1917.). Drugi znameniti pjesnik toga razdoblja bio je Vladimir Vidrić (1875. – 1909.), čije se pjesništvo uklapa u poetiku europskog simbolizma.

#### Ivo Vojnović, Dinko Šimunović, Vladimir Nazor
Moderna je hrvatskoj književnosti dala vrijedne dramske prinose, u prvom redu djelima Ive Vojnovića (1857. – 1929.). Dramom »Ekvinocij« (1895.) potpuno je osvojio publiku. Premda je u ranim djelima obrađivao kozmopolitske teme, Dubrovnik je ostao glavnim nadahnućem njegova stvaranja. Njegova »Dubrovačka trilogija« (1903.), vrhunac je hrvatske drame: iako tematikom vezana za realizam, tehnikom i inspiracijom posve je modernistička. V. Treščec Branjski (1870. – 1932.) i S. Tucić (1873. – 1940.) pisci su umjetnički zrele proze. Tucić je bio i pisac naturalističkih drama. U to je doba počeo stvarati Vladimir Nazor (1876. – 1949.), jedan od najplodnijih i najsvestranijih književnika epohe (»Slavenske legende«, 1900.). Bavio se tematikom hrvatske povijesti: nakon »Velog Jože« (1908.) objavio je »Hrvatske kraljeve« (1912.), »Istarske priče« (1913.) i »Medvjeda Brundu« (1915.). 
Drama »Banović Strahinja« M. Ogrizovića prikazana je 1912.U prozi je moderna razrađivala realističke tradicije. Najkvalitetnije pripovjedačke tekstove pisao je Dinko Šimunović (1873. – 1933.); u novelama, koje su vrhunac modernističkoga pripovijedanja, on opisuje seoski svijet Dalmatinske zagore. Hrvatska moderna dala je još dva uspjela dramatičara. M. Ogrizović (1877. – 1923.) obrađivao je teme iz narodnih pjesama (»Hasanaginica«), ali je poslije zahvaćao i sukobe iz strasti (»Vučina«, 1921.), po uzoru na J. Kosora (1879. – 1961.), posebno u drami »Požar strasti« (1912.). Pripovjedač F. Horvat Kiš (1876. – 1924.) uglavnom je prikazivao Hrvatsko zagorje, a I. Kozarac (1885. – 1910.), autor romana »Đuka Begović« (1911.), Slavoniju. 

#### Janko Polić Kamov
Kranjčevićev učenik u pjesništvu, preteča moderne proze za gotovo pola stoljeća, bio je i Janko Polić Kamov (1886. – 1910.), pjesnik (»Psovka«, »Ištipana hartija«, 1907.), pripovjedač, inovativan romanopisac (»Isušena kaljuža«, objavljena tek 1957.), dramatičar, esejist i kritičar. Njegova je proza i danas moderna kako po strukturi tako i po interesima. 

#### Antun Gustav Matoš
Najpotpuniji je, najeuropskiji i ujedno najhrvatskiji književnik toga razdoblja Antun Gustav Matoš (1873. – 1914.), koji se u književnosti javio 1892. novelom »Moć savjesti«. Sve što je pisao (eseji, kritike, novele, pjesme, feljtoni, putopisi) ostavljalo je traga, a najviše njegova briljantna impresionistička kritika. I Wiesnerova reprezentativna antologija »Hrvatska mlada lirika« (1914.), kojom je predstavljen novi književni naraštaj, sva je bila pod dojmom Matoša pa u njoj prevladavaju matoševski motivi. Mnogi pjesnici okupljeni u njoj postali su velika imena hrvatske književnosti između dvaju svjetskih ratova. Fran Galović (1887. – 1914.), plodan pisac modernističkih novela i drama, najviši je umjetnički domet postigao pjesmama na rodnome podravskom narječju (»Z mojih bregov«, objavljene 1925.). Pjesme Vladimira Čerine (1891. – 1932.) uklapaju se u krug »Hrvatske mlade lirike« (»Raspeće«, 1912.).

#### Ivana Brlić Mažuranić
Prinos proznomu izrazu dala je Ivana Brlić-Mažuranić (1874. – 1938.), ostvarivši najuspjelije bajke hrvatske književnosti (»Priče iz davnine«, 1916.), u kojima se fantastika nar. pripovijesti prepleće s realistički zahvaćenim prikazivanjem karakterâ i sredinâ. Likovi su iz pretkršćanske, slavenske mitologije. Već 1920-ih "Priče iz davnine" su objavljene u New Yorku i Londonu ("Croatian Tales of Long Ago"), a u idućim deseljećima prevedene na niz svjetskih jezika. Brlić-Mažuranić je bila i dvostruka kandidatkinja za Nobelovu nagradu za književnost. Novinarka M. Jurić Zagorka (1873. – 1957.) pisala je povijesne romane koji su postigli iznimnu popularnost. A. G. Matoš u tom je razdoblju objavljivao kritičko-publicističke tekstove »Naši ljudi i krajevi« (1910.) i »Pečalba« (1913.) te pisao feljtone i pjesme. Politički događaji na početku stoljeća djelovali su i na pisce moderne, pa su neki od njih pokušali djelovati s pozicija jugoslavenskog nacionalizma. Ivo Vojnović se u tom razdoblju bavio vidovdanskim mitom, S. Tucić objavio »Osloboditelje« (1914.).

## Hrvatska književnost 1914. – 1945.

#### Avangardne težnje, jugoslavenske težnje
Razdoblje koje je izravno prethodilo I. svjetskom ratu obilježeno je pojavom djela koja su nagovijestila nove književne tendencije: Matoševe fantastičke proze i pjesma »Mora«, pjesme, proza i drame J. Polića Kamova, proza F. Galovića, J. Baričevića (1884. – 1919.) i M. Radoševića (1884. – 1942.), okupljanje mladih zadarskih futurista 1914. oko časopisa »Zvrk« (koji će stjecajem okolnosti ostati netiskan), nagovijestili su avangardističku, tj. futurističku i ekspresionističku poetiku koja će obilježiti djelovanje novoga naraštaja pisaca u doba I. svjetskog rata i nakon njega. 
Osim avangardističkim težnjama književnost toga razdoblja obilježena je snažnom politizacijom. Oko časopisa »Vihor« (1914.) V. Čerine okupljala se skupina mladih pisaca projugoslavenske orijentacije. Nakon raspada Austro-Ugarske dodatno su ojačane jugoslavenske integralističke tendencije među hrvatskim književnicima. Snažan utjecaj na mlađe pisce imala su poetička i ideološka stajališta kipara Ivana Meštrovića te književnikâ I. Vojnovića i V. Nazora, koji su pred I. svjetski rat svojim djelima oživljavali zajedničku slavensku mitologiju. Većina je pisaca (M. Marjanović, V. Čerina, M. Krleža, T. Ujević, A. B. Šimić, A. Cesarec, U. Donadini, G. Krklec i dr.) prešla na ekavicu; glavnina časopisa zagovarala je platformu »narodnoga jedinstva«; osobito se u tom isticao »Književni jug«, u uredništvu kojega su, uz odgovornog urednika B. Mašića, bili i I. Andrić, M. Crnjanski, N. Bartulović i dr. Projugoslavenska orijentacija navela je Andrića i Bartulovića, podrijetlom Hrvate, da se s ostalim urednicima potkraj 1919. presele u Beograd i nastave djelovati unutar srpske književnosti. Razočaran srpskim hegemonizmom, koji je gušio hrvatski identitet u novoj državi, većina drugih hrvatskih pisaca koji su u ime narodnog jedinstva prihvatili ekavicu postupno je odustajala od koncepcije jezičnog unitarizma, a 1928., nakon ubojstva Stjepana Radića, praktično su svi hrvatski pisci, osim onih koji su se preselili u Beograd, napustili ekavicu.

#### Književni časopisi, Matica hrvatska
Avangardističke poetičke tendencije zagovarane su u časopisima U. Donadinija »Kokot« (1916.) i A. B. Šimića »Vijavica« (1917.), »Juriš« (1919.) i »Književnik« (1924.). »Plamen« (1919.) M. Krleže i A. Cesarca zagovarao je, uz avangardističku (uglavnom ekspresionističku) poetiku, i lenjinističke revolucionarne ideje; »Zenit« (1921. – 23. u Zagrebu; 1924. – 26. u Beogradu) Lj. Micića najradikalnije je promicao avangardizam u književnosti, glazbi, slikarstvu i na filmu zagovarajući »zenitizam« kao sintezu izvornoga balkanskog duha i suvremenih europskih strujanja (futurizam, ekspresionizam, dadaizam, nadrealizam). Osim navedenih avangardističkih glasila značajnu je ulogu u tom razdoblju imao i časopis DHK »Savremenik« (izlazio s prekidima 1906. – 41.), koji je okupljao pisce različitih naraštaja i poetičkih usmjerenosti, ali je njegov urednik J. Benešić u ratnom razdoblju pokazao posebno zanimanje za pisce novijega naraštaja; »Hrvatska njiva« (1917. – 26.; od 1919. »Jugoslavenska njiva«) bila je na umjereno tradicionalističkim poetičkim stajalištima kao i »Vijenac« (1913. – 28.). »Nova Evropa« (1920. – 41.) urednika i vlasnika M. Ćurčina, časopis građansko-liberalne i unitarnojugoslavenske orijentacije, imala je velik utjecaj u prvoj polovici 1920-ih. Krleža je 1923. pokrenuo svoj drugi časopis »Književnu republiku« (ugašen nakon zabrane 1927.), koji je okupljao vodeće pisce lijeve orijentacije; časopis je obilježavala oštra kritika vladajućega sloja u Jugoslaviji, nacionalne neravnopravnosti i društvene nepravde.
Nakon atentata na S. Radića i uvođenja Šestosiječanjske diktature početkom 1929., među hrvatskim književnicima ojačala je spoznaja o nužnosti nacionalne homogenizacije i pojačanog otpora velikosrpskom hegemonizmu. Budući da je mogućnost legitimne političko-stranačke djelatnosti bila bitno smanjena Zakonom o zaštiti javne bezbednosti i poretka u državi, znatan se dio političke djelatnosti odvijao u kulturnim udrugama i književnim glasilima. Matica hrvatska postala je središtem književnog i intelektualnog okupljanja, u njezinu su radu uz dominantne desne krugove bili agilni komunistički orijentirani pisci poput Krleže i Cesarca. Njezin časopis »Hrvatska revija« (1928.) postao je središnjim hrvatskim književnim glasilom toga doba i okupio ponajbolje hrvatske književnike svih orijentacija. No u Matici su za uprave F. Lukasa postupno prevladale desne tendencije: početkom 1930-ih, a definitivno nakon Lukasova članka »Ruski komunizam spram nacionalnog principa« (»Hrvatska revija«, 1933.), ljevičari, s Cesarcem i Krležom na čelu, bivaju istisnuti iz Matice. 

#### Okupljanja i raskoli
Uz Matičina izdanja, nacionalno i katolički orijentirani intelektualci okupljali su se i oko časopisa »Hrvatska smotra« (1933. – 45.), »Hrvatska prosvjeta« (1914. – 40.) i katoličkog dnevnika »Hrvatska straža« (1929. – 41.). Vodeći katolički intelektualci (V. Rieger, J. Šimrak, I. Lendić, Lj. Maraković, M. Ujević, P. Grgec, D. Žanko, A. R. Glavaš, V. Nikolić i dr.) zagovarali su hrvatski kulturni identitet zasnovan na vjerskim i obiteljskim vrijednostima i polemizirali ne samo s hrvatskom »bezbožničkom« lijevom inteligencijom (prije svih s M. Krležom) već i s liberalno-masonskim građanskim krugovima. Hrvatska lijeva inteligencija okupljala se oko »Književnika« (1928. – 39.), koji je u prvim godinama izlaženja bio otvoren i prema liberalnim idejama, zatim oko časopisa »Kritika« (1928.), »Literatura« (1931. – 33.), »Kultura« (1933.) i »Izraz« (1939. – 41.). Potkraj 1920-ih i na početku 1930-ih previranja u lijevom pokretu na svjetskoj pozornici (I. međunarodna konferencija revolucionarnih pisaca 1927., Harkovski kongres 1930., Moskovski kongres sovjetskih pisaca 1934.), sukobljavanja lijevih avangardista i zagovornika ideološki angažirane socijalne književnosti (odnosno socijalističkoga realizma) imala su odjeka i u Jugoslaviji. Najistaknutiji lijevi književnik, M. Krleža, odbio je normativnu koncepciju književnosti podređene obrani ideoloških ciljeva, zbog čega se sukobio sa zagovornicima socijalne književnosti. Te su polemike bile osobito izražene u razdobljima izlaženja Krležinih časopisa »Danas« (1934.) i »Pečat« (1939. – 40.), a kulminirale su njegovim opsežnim polemičkim esejom »Dijalektički antibarbarus« (»Pečat«, 1939.), koji ga je doveo u izravan sukob s vodstvom Komunističke partije Jugoslavije (ona je odgovorila tiskanjem zbornika »Književne sveske« 1940.).
Utjecaj socijalne književnosti, koji se očitovao u povratku realističkomu (katkad i naturalističkomu) pripovjedačkomu postupku, a na tematskome planu u zanimanju za pučke slojeve (osobito gradsku i seosku sirotinju), osjetio se i među piscima bliskima HSS-u (S. Kolar, M. Pavlek Miškina, I. Kozarčanin, I. G. Kovačić i dr.), pa i među katoličkim piscima. Unatoč načelnom odbacivanju normativne poetike socijalne književnosti, i Krleža je pokazao sklonost tematiziranju prizora socijalne bijede i puntarskoga duha obespravljenih slojeva (»Knjiga pjesama«, 1931.; »Balade Petrice Kerempuha«, 1936.). U cjelini, za 1930-e karakterističan je povratak realističkomu pristupu, zasnovanomu na socijalnoj analitičnosti, psihološkoj metodi u razradbi unutarobiteljskih odnosa te mjestimičnim infiltratima modernističkih tehnika koje su obilježile 1920-e. Neki autori (M. Šicel) za dominantan stil toga razdoblja rabe označnicu sintetički realizam.

#### Stradanje Cesarca i Keršovanija, prelazak Nazora i Kovačića u NOB
Uspostava NDH 1941. pobudila je u dijelu hrvatskih književnika nadu da će rušenje monarhističke Jugoslavije osloboditi novu kreativnu energiju. No snažna vezanost ustaške vlasti za sile Osovine i za faš. ideologiju, a posebno represivna praksa ustaškoga režima (ubojstva Cesarca, Keršovanija, Miškine i niza drugih intelektualaca, progon komunista i pripadnika nacionalnih manjina) udaljili su većinu intelektualaca od režima. Poseban je odjek imao prelazak dvojice istaknutih nekomunističkih književnika V. Nazora i Ivana Gorana Kovačića 1942. u partizane. Iako je nepoćudnim lijevim piscima koji nisu likvidirani bilo onemogućeno objavljivanje (primjerice Krleži), ustaška je vlast nastojala privući književnike, organizirati snažnu izdavačku djelatnost: u Hrvatskome izdavalačkom bibliografskom zavodu tiskan je niz sabranih djela hrvatskih pisaca, izdavane su reprezentativne antologije pjesništva i proze, nastavljeno je izdavanje »Hrvatske enciklopedije«. No i na teritoriju pod partizanskim nadzorom bila je snažna književna djelatnost. Osim Nazora i Kovačića u NOB-u su sudjelovali i Joža Horvat, M. Božić, Jure Kaštelan, I. Dončević, Jure Franičević Pločar, M. Franičević, Vjekoslav Kaleb, V. Popović, Ž. Jeličić, J. Barković i dr. Iako je veći dio njihove književne produkcije obilježen utilitarnom funkcijom, stvorena su i potresna umjetnička djela, poput poeme »Jama« I. G. Kovačića. Ivan Goran Kovačić (1913. – 43.), pjesnik, pripovjedač, kritičar i novinar, bio je zagovornik politike HSS-a, sljedbenik S. Radića; u ranoj zbirci novela »Dani gnjeva« (1936.) pisao je o rodnome Lukovdolu poetizirajući sklad prirode i čovjeka, kritički tretirajući socijalnu nepravdu. U pjesmama, sabranima u posmrtnoj knjizi »Ognji i rože« (1945.), na zavičajnome kajk. dijalektu pjevao je o arkadijskim krajolicima rodnoga kraja. Iznimnu ekspresivnost postigao je u poemi »Jama« (1944.), ostavivši djelo univerzalne umjetničke vrijednosti, potresno svjedočanstvo o ratnome zločinstvu.

#### Aktivni pisci iz ranijih razdoblja
U razdoblju između dvaju svjetskih ratova književno je bio djelatan i niz pisaca koji su se afirmirali u prethodnom razdoblju; najistaknutiji su među njima Ksaver Šandor Gjalski (»Ljubav lajtnanta Milića i druge pripovijetke«, 1923.; »Pronevjereni ideali«, 1925.), Ivo Vojnović (»Maškerate ispod kuplja«, 1922.), Vladimir Nazor (»Arkun«, 1920.; »Niza od koralja«, 1922.; »Nove priče«, 1922. – 26.; »Priče s ostrva, iz grada i sa planine«, 1927.; »Pjesme moje mladosti«, 1930.; »Fantazije i groteske«, 1931.), Dinko Šimunović (»Mladost«, 1921.; »Porodica Vinčić«, 1923.), Milan Begović (»Dunja u kovčegu«, 1921.; »Pustolov pred vratima«, 1926.; »Giga Barićeva«, 1931.; »Bez trećega«, 1931.), Josip Kosor (»Žena«, 1920.; »Razvrat«, 1923.; »Miris zemlje i mora«, 1925.), Milutin Cihlar Nehajev (»Veliki grad«, 1919.; »Vuci«, 1928.), Đuro Arnold (»Na pragu vječnosti«, 1935.), Viktor Car Emin (»Nove borbe«, 1926.; »Vitez mora«, 1939.), D. Domjanić (»Kipci i popevke«, 1917.; »Po dragomu kraju«, 1933.), M. Marjanović (»Vladimir Nazor kao nacionalni pjesnik«, 1923.; »Stjepan Radić«, 1937.; »Mi budale«, 1939.), Ante Tresić Pavičić (»Govori i pisma iz ere užasa i oslobođenja«, 1922.; »Ivan Meštrović«, 1925.; »Plavo cvijeće«, 1928.) i dr.

#### Miroslav Krleža
Središnju ulogu u književnom životu između dvaju svjetskih ratova, utemeljenu ne samo na opsežnom književnom opusu već i na širem javnom angažmanu, imao je Miroslav Krleža (1893. – 1981.): pokretao je utjecajne časopise i vodio mnogobrojne polemike o kulturnim ali i o političkim problemima; njegov se utjecaj očitovao u pojavi niza sljedbenika, tzv. krležijanaca, među mlađim intelektualcima. Za I. svjetskog rata napisao je niz avangardističkih kratkih drama, tzv. legendi (»Kraljevo«, »Kristofor Kolumbo«, »Michelangelo Buonarroti«) te pjesme utemeljene na slobodnom stihu i ekspresivnoj slikovnosti (»Tri simfonije«, 1917.; »Pjesme I« i »Pjesme II«, 1918.; »Pjesme III« i »Lirika«, 1919.); u razdoblju nakon I. svjetskog rata tiskao je antiratne novele iz ciklusa »Hrvatski bog Mars«. U drugoj polovici 1920-ih, u glembajevskom ciklusu (drame »Gospoda Glembajevi«, »U agoniji«, »Leda«) napustio je avangardističku poetiku i tehnikom psihološkog realizma analizirao krizu svijesti građanske klase. U romanima »Povratak Filipa Latinovicza« (1932.) i »Na rubu pameti« (1938.) bavio se sudbinom osjećajna pojedinca sukobljena s društvenom sredinom, a u »Banketu u Blitvi« (I., 1938., II., 1939.), analizirao sukob pojedinca i despotske političke vlasti. Oživljujući jezik stare kajkavske književnosti, u »Baladama Petrice Kerempuha« (1936.) stvorio je kompleksnu sliku hrvatske povijesti. Objavio je i niz knjiga eseja, putopisa i polemika, koje su imale velik odjek u javnosti. 

#### Tin Ujević
Vodeći pjesnik međuratnoga razdoblja Tin Ujević (1891. – 1955.) svoj je talent najavio 1914. u antologiji »Hrvatska mlada lirika«. U razdoblju oko I. svjetskog rata bio je politički angažiran kao jugoslavenski nacionalist, ali je nakon rata, razočaran, napustio politiku i posvetio se književnosti kao profesionalni pisac i prevoditelj. Osim pjesama pisao je i feljtone, eseje o stranim i domaćim piscima, prozne zapise, novinske članke i dr. U pjesništvu ranoga razdoblja bio je blizak Matošu, potom je baštinio i pjesničko iskustvo Baudelairea, Whitmana i Rimbauda. Suvremeni pjesnički izraz često je spajao s autohtonim izražajnim sredstvima, primjerice izrazito stilizirane narodne naricaljke, čime je postigao snažnu ekspresiju osjećajnih stanja, osobne tragike, osamljenosti i intenzivne, strasne, ali netjelesne ljubavi, osobito u ranim zbirkama (»Lelek sebra«, 1920.; »Kolajna«, 1926.). Potonje mu se pjesme (»Auto na korzu«, 1932.), osim nadrealističkom slikovnosti odlikuju i filoz. refleksivnosti. Reprezentativnim izborom iz pjesništva »Ojađeno zvono« (1933.) i eruditskim esejima i feljtonima (zbirke »Ljudi za vratima gostionice«, 1938.; »Skalpel kaosa«, 1938.) definitivno se potvrdio kao iznimna osobnost međuratne književnosti.

#### Ivo Andrić
Bosanski Hrvat Ivo Andrić (1892. – 1975.) također je bio jedan od darovitih pjesnika što ih je predstavila antologija »Hrvatska mlada lirika«. Iako je nakon preseljenja djelovao unutar srpske književnosti, s obzirom na očuvanu povezanost s hrvatskom kulturnom tradicijom može se smatrati piscem dvojne pripadnosti. Njegova rana djela (»Ex Ponto«, 1918.; »Put Alije Đerzeleza«, 1920.; »Nemiri«, 1921.) pisana su ijekavicom (koja se i poslije pojavljuje u njegovim djelima, osobito u govoru bosanskih fratara). Nakon prelaska u Beograd objavio je tri prozne zbirke (»Pripovetke«, 1924., 1931., 1936.). Stilistički virtuozna, s istančanim smislom za psihološku analizu, prožeta nenametljivom misaonošću, njegova proza analizira civilizacijske i religijske prijepore na bosanskome tlu. Zajedno s poslijeratnim romanima, nakon II. svjetskog rata doživio je svjetski prijam, okrunjen Nobelovom nagradom 1961.

#### Antun Branko Šimić
Za kratkotrajna života Antun Branko Šimić (1898. – 1925.) napisao je jedan od najizrazitijih pjesničkih i kritičko-esejističkih autorskih opusa hrvatske književnosti. Isprva je nasljedovao pjesnička iskustva impresionizma i simbolizma, a potom i njemačkog ekspresionizma. Vrhunac je dosegnuo u pjesmama u kojima, zgusnutim stihom, bez verbalne ornamentike, govori o prolaznosti ljudskoga tijela i o siromasima. Za života je objavio zbirku »Preobraženja« (1920.), a posmrtno su mu tiskane »Izabrane pjesme« (1933.). Kao kritičar istaknuo se radikalnim poricanjem hrvatskih klasika (Preradović, Vidrić, Vojnović, Nazor), ali i mlađih suvremenika (Andrić, Krleža). August Cesarec (1893. – 1941.) autor je opsežna knjiž. opusa: pjesnik, novelist, romanopisac, dramatičar, politički publicist. Politički je pripadao lenjinističkoj ljevici; strastveno se angažirao u društvenim polemikama; ekspresionističku strukturu njegovih prvih stihova i proze postupno je zamijenio kritički realizam, kojim je analizirao probleme poput hrvatskoga nacionalnog pitanja ili društvene nepravde (»Careva kraljevina«, 1925.; »Zlatni mladić«, 1928.; »Bjegunci«, 1933.). Ulderiko Donadini (1894. – 1923.) javio se 1915. zbirkom »Lude priče«, a potom je objavio niz romana (»Vijavice«, 1917.; »Kroz šibe«, 1921.; »Bauk«, 1922.), drama (»Bezdan«, 1919.; »Igračka oluje«, 1921.; »Gogoljeva smrt«, 1921.). Žanrovski svestran, pisao je i pjesme, feljtone i eseje. Polazio je od matoševske simbolističko-impresionističke poetike, oduševljavao se i Dostojevskim; u njegovim djelima prevladava duh groteske s izrazito neurotiziranim likovima. Javno djelovanje M. Budaka (1889. – 1945.) snažno je obilježeno politikom. Istaknuti pripadnik ustaškoga pokreta, pokretač novina »Hrvatski narod« 1938., ministar u vladi NDH, književna je djela intenzivno objavljivao 1930. – 45. Najznačajniji dio njegova opsežnog opusa bavi se ličkim selom, odnosno raspadom tradicionalnih vrijednosti u zatvorenoj patrijarhalnoj zajednici (»Opanci dida Vidurine«, 1933.; »Ognjište«, I–IV, 1938.; »Kresojića soj«, I–III, 1944. – 45.). Pisao je i socijalno angažirane romane u kojima je analizirao gradsku sredinu (»Direktor Križanić«, 1938.; »Rascvjetana trešnja«, I–IV, 1939.) i memoarsku prozu (»Ratno roblje«, I–II, 1941.). 

#### Slavko Kolar, Vjekoslav Majer
Slavko Kolar (1891. – 1963.) s izrazitim je humorističkim darom analizirao hrvatsko selo i provinciju. U najboljim novelističkim zbirkama »Ili jesmo ili nismo« (1933.) i »Mi smo za pravicu« (1936.) dojmljivo je prikazao sudbine likova koji žive u uvjetima posvemašnje oskudice; također je satirički slikao i provincijsku inteligenciju i činovništvo, osobito polit. karijerizam i oportunizam. Iako su prve pjesničke zbirke G. Krkleca (1899. – 1977.) imale i ekspresionističkih elemenata (»Lirika«, 1919.; »Srebrna cesta«, 1921.), njegovu je pjesničkomu senzibilitetu više odgovarao tradicionalistički, impresionistički izraz i vezani stih (»Izlet u nebo«, 1928.; »Darovi za Bezimenu«, 1942.). Njegova duhovitost osobito je došla do izražaja u epigramima i feljtonima. Vjekoslav Majer (1900. – 75.) pjesnik je zagrebačkih prizora, formalno blizak Matošu; pokazao je i socijalnu osjetljivost prema sirotinji (zbirke »Lirika«, 1924.; »Pjesme zabrinutog Evropejca«, 1934.). U prozi (»Iz dnevnika malog Perice«, 1935; »Pepić u vremenu i prostoru«, 1935. – 38.; »Život puža«, 1938.; »Dnevnik Očenašeka«, 1938.) s toplim je humorom iz vizure maloga čovjeka opisao zagrebačku svakodnevicu. 

#### Dobriša Cesarić, Nikola Šop
Pjesnik Dobriša Cesarić (1902. – 80.) nasljedovao je duh romantizma (prevodio je ruske i njemačke romantičare), a na stilsko-izražajnome planu baštinio je pjesnike hrvatske moderne, pisao vezanim stihom, s izrazitim osjećajem za glazbenost stiha. U pjesmama su mu učestali pejsažni prizori koji poprimaju simboličku funkciju pa njegova prividno jednostavna poezija dobiva dublji, filozofski smisao. Bavio se i prizorima iz života gradske sirotinje priključujući se tako pokretu socijalne književnosti (zbirke »Lirika«, 1931.; »Spasena svijetla«, 1938.). Postigao je veliku popularnost u širim čitateljskim krugovima. Đuro Sudeta (1903. – 27.) pisao je melankolične stihove prožete kršćanskom duhovnošću (zbirke »Osamljenim stazama«, 1924.; »Kućice u dolu«, 1926.) u kojima je tematizirao vlastito djetinjstvo, osamljenost i slutnju skore smrti. U proznome dijelu opusa vrijednošću se izdvaja fantastička pripovijest »Mor« (1930.). Nikola Šop (1904. – 82.) u svojoj poeziji, prožetoj dubokom duhovnošću i zasnovanoj na vezanome stihu, pokazao je ljubav za svijet običnih, malih ljudi, svijet sirotinje i skitnica. On je očovječio Isusov lik, doveo ga među ljude i životinje, proveo kroz svakodnevicu maloga čovjeka (»Pjesme siromašnog sina«, 1926.; »Isus i moja sjena«, 1934.; »Za kasnim stolom«, 1943.). U potonjim pjesmama napustio je temu malih ovozemnih radosti i bavio se simbolikom astralnih prostora. Vjekoslav Kaleb (1905. – 96.) u zbirkama novela »Na kamenju« (1940.) i »Izvan stvari« (1942.) škrtim, zgusnutim izrazom prikazao je sredinu i ljude Dalmatinske zagore te postigao vrhunski pripovjedački domet, kakav nije dosegnuo opsežnim pripovjedačkim opusom objavljenim nakon II. svjetskog rata. 

#### Dragutin Tadijanović, Ivo Kozarčanin
Dragutin Tadijanović (1905. – 2007.) bavio se uglavnom tematikom izgubljenoga djetinjstva kao arhetipske vrijednosti; pjesništvo mu odlikuju jednostavnost jezika i intencionalna naivnost vizure lirskoga subjekta u pokušaju rekonstrukcije izvornih slika djetinjstva koje simbolizira autentičnost egzistencije (»Lirika«, 1931.; »Sunce nad oranicama«, 1933.; »Pepeo srca«, 1936.; »Dani djetinjstva«, 1937.; »Tuga zemlje«, 1942.). Ivo Kozarčanin (1911. – 41.), pjesnik, kritičar i novelist, umjetnički je vrhunac dosegnuo u romanima »Tuđa žena« (1937.) i, osobito, »Sam čovjek« (1937.) baveći se psihološkom analizom neurotiziranih likova koji se teško prilagođavaju malograđanskoj sredini. Pjesme su mu prožete intenzivnim erotizmom i osjećajem osame (»Mrtve oči«, 1938.). 

#### Ostali pisci i književni kritičari
U razdoblju do 1945. istaknutu ulogu u književnom životu imali su također: Milan Šufflay (1879. – 1931.), Julije Benešić (1883. – 1957.), M. Hanžeković (1884. – 1955.), Lj. Wiesner (1885. – 1951.), M. Pavlek Miškina (1887. – 1942.), Đ. Vilović (1889. – 1958.), D. Angjelinović (1891. – 1963.), V. Škurla-Ilijić (1891. – 1971.), T. Strozzi (1892. – 1970.), S. Galogaža (1893. – 1944.), Z. Kolarić-Kišur (1894. – 1990.), J. Pavičić (1895. – 1963.), D. Pfanova (1897. – 1989.), A. Cettineo (1898. – 1956.), M. Balota (1898. – 1963.), I. Jakovljević (1898. – 1948.), N. Pavić (1898. – 1976.), M. Feldman (1899. – 1976.), J. Kulundžić (1899. – 1970.), M. Lovrak (1899. – 1974.), K. Mesarić (1900. – 83.), L. Perković (1900. – 48.), V. Vlaisavljević (1900. – 43.), A. Bonifačić (1901. – 86.), P. Ljubić (1901. – 52.), Stjepan Mihalić (1901. – 84.), S. Batušić (1902. – 79.), S. Košutić (1902. – 65.), F. Alfirević (1903. – 56.), D. Gervais (1904. – 57.), V. Kušan (1904. – 85.), S. Šimić (1904. – 60.), H. Kikić (1905. – 42.), A. Nametak (1906. – 89.), N. Simić (1906. – 81.), V. Kovačić (1907. – 59.), G. Senečić (1907. – 92.), Z. Remeta (1909. – 64.), O. Delorko (1910. – 2000.), Zlatko Milković (1911. – 47.), I. Balentović (1913. – 2001.), E. Čolaković (1913. – 76.), G. Karlovčan (1913. – 42.), A. Nizeteo (1913. – 2000.), M. Čović (1915. – 83.) i dr.
Među književnim povjesničarima i književnim kritičarima isticali su se M. Kombol (1883. – 1955.), A. Haler (1883. – 1945.), Lj. Maraković (1887. – 1959.), A. Barac (1894. – 1955.), S. Ježić (1895. – 1969.), Josip Horvat (1896. – 1968.), I. Hergešić (1904. – 77.), J. Bogner (1906. – 36.) i dr.

## Hrvatska književnost nakon 1945.
Književni život u prvim godinama nakon II. svjetskog rata bio je snažno obilježen političkim događajima: nakon sloma ustaške vlasti i dio književnika otišao je u emigraciju. Neki, koji su obnašali visoke dužnosti u NDH, bili su osuđeni. Mile Budak osuđen je kao ratni zločinac na smrtnu kaznu. U Društvu hrvatskih književnika (koje je promijenilo naziv u Društvo književnika Hrvatske) provedena je revizija članstva; dijelu pisaca izrečena je kazna privremene zabrane objavljivanja. Glavnu ulogu u organizaciji književnog života preuzeli su pisci sudionici partizanskog pokreta. Pokrenut je časopis »Republika« (1945.) kojemu je namijenjena uloga središnjega književnoga glasila. Vodeći međuratni lijevi književnik, M. Krleža, koji se zbog sukoba s KPJ nije aktivno priključio NOB-u, postupno se uključio u javni život; njegova je uloga bitno ojačala tek nakon sukoba jugoslavenskih komunista sa Staljinom. On je 1950. osnovao u Zagrebu Leksikografski zavod FNRJ (preteča današnjeg Leksikografskog zavoda Miroslav Krleža), u koji je primio i niz građanski i katolički orijentiranih književnika i intelektualaca.

### Socijalistički realizam
U prvim godinama nakon rata prevladavala je poetika socijalističkog realizma. Velik utjecaj na književna strujanja i ukupni kulturni život imao je Agitprop, u kojem su djelovali i neki od vodećih pisaca partizanskog naraštaja. Socrealistička poetika najviše traga ostavila je u kritici i esejistici; roman kao reprezentativni socrealistički žanr praktično nije postojao; u prvim poratnim godinama bio je osobito popularan oblik poeme (Marin Franičević, »Govorenje Mikule Trudnega«; V. Popović, »Oči«; Jure Kaštelan, »Tifusari«; Ž. Jeličić, »Koliba u inju«; O. Šolc, »Noć«); tematski su uglavnom bile vezane za NOB ili su govorile o pobuni hrvatskog. čovjeka, seljaka protiv socijalne nepravde. Popularne su bile i zbirke pripovijedaka o partizanskom ratu (I. Dončević, »Bezimeni«; Joža Horvat, »Za pobjedu«; V. Kaleb, »Brigada«). Odmah nakon rata tiskan je i niz zbirki pjesama te kraćih dramskih tekstova koji su u ratu izvođeni na partizanskim priredbama. No i u tom je razdoblju ideološkog pritiska tiskan niz knjiga koje su odudarale od socrealističkih poetičkih normi i ostale trajnom estetskom vrijednošću: romani P. Šegedina »Djeca božja« (1946.) i »Osamljenici« (1947.), pjesme V. Parun »Zore i vihori« (1947.), pripovijetke R. Marinkovića »Proze« (1948.), roman V. Desnice »Zimsko ljetovanje« (1950.). I. Andrić tiskao je 1945. tri romana koja su mu donijela svjetsku slavu: »Na Drini ćuprija«, »Travnička hronika« i »Gospođica«.

#### Književnici u emigraciji
Književnici u emigraciji također su se nastojali konsolidirati i započeti književno djelovanje. F. Nevistić i V. Nikolić u Buenos Airesu pokrenuli su polumjesečnik »Hrvatska«. V. Nikolić i A. Bonifačić počeli su 1951. izdavati »Hrvatsku reviju«, pozivajući se na tradiciju međuratnoga Matičina knjiž. časopisa; iako se većina suradnika, ne odustajući od državotvorne ideje, distancirala od stege ustaškoga nacionalističkog programa, na knjiž. je planu ukus većine autora bio izrazito konzervativan. Među istaknutijim suradnicima bili su i B. Radica (1904. – 93.), R. Kupareo (1914. – 96.), D. Žanko (1904. – 80.), A. Kadić (1910. – 98.), a poslije i najdarovitiji emigrantski pjesnik, koji se, za razliku od većine ostalih odlikovao modernističkim senzibilitetom, Boris Maruna (1940. – 2007.). U Argentini je pjesnički djelovao i nekadašnji Krležin suradnik iz »Pečata« Viktor Vida (1913. – 60.), koji je svoju poetiku oblikovao oslanjajući se na talijanski hermetizam. Njegove se knjige od početka 1970-ih objavljuju i u Hrvatskoj.

#### Oslobađanje od socrealističke poetike
Nakon sukoba jugoslavenskog rukovodstva sa Staljinom, početkom 1950-ih postupno je popuštao rigidni pritisak ideologije nad književnošću. Poseban je poticaj oslobađanju umjetnosti od stege socrealističke poetike bio Krležin govor na III. kongresu Saveza književnika Jugoslavije u Ljubljani 1952. On je označio stvaranje nove kult. paradigme, koja je dopuštala slobodu izbora izražajnih sredstava, otvaranje prema književnim poticajima sa Zapada te nešto slobodniji tretman knjiž. tema (potpuna sloboda kritike polit. sustava, vodeće uloge Saveza komunista i J. Broza i dalje neće biti dopuštena).

#### Petar Šegedin, Vladan Desnica, Ranko Marinković
U prvim godinama nakon rata afirmirao se niz pisaca koji su svojim opusima obilježili hrvatsku književnost druge polovice XX. st. Petar Šegedin (1909. – 98.) pisac je izrazito intelektualističke proze; najznačajnija je u njegovu romanesknom opusu tzv. egzistencijalistička trilogija, kojoj uz spomenuta dva poratna romana pripada i »Crni smiješak« (1969.). Objavio je i niz zbirki novela, eseja i putopisa, a velik su odjek imali njegovi eseji u kojima je problematizirao hrvatsko nacionalno pitanje (»Svi smo mi odgovorni«, 1971.). Vladan Desnica (1905. – 67.) objavio je četiri zbirke novela, koje kritika obično razvrstava u dva tematsko-formalna kruga: realistički koncipirane novele vezane za dalmatinsku sredinu i maternistički strukturiranu psihološko-meditativnu prozu. Vrhunac je postigao u jednom od najboljih hrvatskih proznih djela, modernistički koncipiranu romanu »Proljeća Ivana Galeba« (1957.), u kojem je u obliku niza esejističkih digresija tematizirao problematiku umjetničkog stvaranja. Ranko Marinković (1913. – 2001.) reprezentativni je pisac hrvatskoga modernizma. Stilski je virtuozan, djela su mu zasićena rafiniranom ironijom; bavio se sukobom osjetljiva pojedinca sa sredinom, nemogućnošću ostvarenja autentičnog identiteta. Okušao se u različitim žanrovima; uspješan kao novelist (»Ruke«, 1953.), dramatičar (»Glorija«, 1956.), romanopisac (»Kiklop«, 1965.), esejist (»Geste i grimase«, 1951.). 

#### Vesna Parun, Jure Kaštelan, Radovan Ivšić
Vesna Parun (1922. – 2010.) autorica je pedesetak pjesničkih zbirki, knjiga proze i drama; istaknula se prije svega ljubavnom poezijom prigušene senzualnosti i bujne slikovnosti uglavnom vezane za prirodu. U potonjim zbirkama pokazala je sklonost satiričnom žanru. M. Matković (1915. – 85.) okušao se kao esejist i putopisac, a najpoznatiji je kao dramatičar; deklarirani krležijanac, vlastiti je dramski izraz najbolje artikulirao potkraj 1950-ih i u 1960-ima u dramskim tekstovima po antičkim motivima. J. Kaštelan (1919. – 90.) pjesnik je koji se vraćao arhetipovima djetinjstva i zavičaja kao simbolima vitalnosti i mladosti. U izrazu je kombinirao ujevićevsko-matoševsku tradiciju, usmeno pjesništvo i nadrealističku slikovnost. R. Ivšić (1921. – 2009.) najradikalniji je zagovornik nadrealizma u hrvatskoj književnosti; ne slažući se s polit. sustavom i kult. situacijom, emigrirao je 1954. u Francusku; njegovo pjesništvo i, osobito, nadrealističke drame na pravi su način vrjednovane tek 1970-ih. Pjesništvo D. Ivaniševića (1907. – 81.) u početku, uoči II. svjetskog rata, bilo je pod snažnim utjecajem nadrealizma i talijanskoga hermetizma; autentičan izraz postigao je u čakavskim stihovima 1970-ih. Elementi nadrealističke poetike utjecali su i na pjesništvo Š. Vučetića (1909. – 87.), u kojem je u početku prevladavao socijalni angažman, a potom preispitivanje vlastitih unutarnjih nemira i priviđenja; djelovao je i kao esejist i kritičar. M. Franičević (1911. – 90.) također je u početku pisao čakavske, socijalno angažirane stihove; poslije se okrenuo intimističko-pejsažnim motivima; kao kritičar prošao je put od strastvenoga zagovornika socijalnog realizma do istraživača renesansne književnosti. J. Franičević Pločar (1918. – 94.) pisao je pjesme na čakavskome i štokavskome, ali se afirmirao u prvom redu kao romanopisac nizom romana o razdoblju NOB-a pisanih bez patetike, zasnovanih na prikazu složenih psihičkih stanja likova. Joža Horvat (1915. – 2012.) također se u prozi bavio ratnom tematikom, pokazujući sklonost humorističkoj pripovjedačkoj vizuri; u potonjim djelima pisao je o vlastitoj opsesiji prirodom, lovom i avanturističkom plovidbom. Mirko Božić (1919. – 95.) najveći je domet postigao u kurlanskoj romanesknoj trilogiji prikazujući sirotinjski život u Dalmatinskoj zagori s izrazitim smislom za portretiranje likova i ekspresivnim stilom zasnovanim na ruralnoj štokavštini obogaćenoj neologizmima; istaknuo se i kao dramatičar. Pero Budak (1917. – 2008.) autor je niza drama iz seoskoga, ličkoga života, s naglašenim smislom za komiku, vrlo popularnih 1950-ih. Nakon početnoga, poratnoga razdoblja, u kojem je pisao izrazito ideologizirane stihove, kritiku i eseje, Ž. Jeličić (1920. – 95.) od kraja 1950-ih napisao je niz zbirki novela i romana modernističke narativne strukture. Ivan Raos (1921. – 87.) plodan je novelist, romanopisac i dramatičar; služio se različitim oblikovnim postupcima: od humorom protkanog realističkog pripovijedanja do modernističkog eksperimentiranja. V. Jelić (1921. – 2004.) bavio se uglavnom tematikom života Srba u Kninskoj krajini, primjenjujući često modernističke postupke u naraciji. U poratnome razdoblju ističu se i E. Šinko (1898. – 1967.), M. Beretin (1907. – 88.), I. Vujčić-Laszowski (1907. – 92.), I. Dončević (1909. – 82.), D. Popović-Dorofejeva (1910. – 82.), V. Popović (1910. – 95.), G. Vitez (1911. – 66.), A. Stipčević (1912. – 99.), M. Matić-Halle (1912. – 86.), O. Šolc (1913. – 94.), J. Barković (1918. – 2011.), Đ. Šnajder (1919. – 93.), Z. Črnja (1920. – 91.), D. Oblak (1921. – 98.), B. Stopar (1921. – 88.), I. Katušić (1923. – 85.), N. Disopra (1923. – 90.), F. Hadžić (1922. – 2011.), D. Roksandić (1922. – 2003.), B. Pavlović (1922. – 2001.) i dr.

### Krugovaši: Novak, Slamnig, Šoljan
Za razvoj hrvatske književnosti 1950-ih iznimno je bila značajna uloga časopisa »Krugovi« (1952. – 58.), oko kojega se okupila skupina pisaca rođenih uglavnom oko 1930. Osnovna je kohezivna crta toga naraštaja suprotstavljanje poetici socijalističkoga realizma i otvaranje prema najraznolikijim poticajima iz svijeta, od nadrealizma, ruskih avangardista, egzistencijalizma do američke tzv. tvrdokuhane proze. Temeljna im je svjetonazorska komponenta ironija kao znak odustajanja od kolektivnog optimizma poratnoga doba, što je vjerojatno utjecaj i američkih novokritičara, koji upravo u ironiji vide osnovnu poetsku kvalitetu.
Među piscima toga naraštaja najznačajniji je prozni opus ostvario Slobodan Novak (1924.), koji se u zbirkama »Izgubljeni zavičaj« (1955.), »Tvrdi grad« (1961.), »Izvanbrodski dnevnik« (1977.) i u romanu »Mirisi, zlato i tamjan« (1968.) bavio dvojbama suvremenog intelektualca, osjećajem egzistencijalnog apsurda. Novak pokazuje izrazit smisao za psihološko nijansiranje stanja likova i za profinjeno oslikavanje zavičajnih mediteranskih ambijenata. Slavko Mihalić (1928. – 2007.), vodeći je pjesnik krugovaškoga naraštaja, autor dvadesetak pjesničkih zbirki, počevši od »Komorne muzike« 1954. kojom je već utvrdio osebujnost svojega talenta. Zaokupljen je idejom ljudskoga poraza, nemogućnošću realizacije autentične egzistencije, što je pjesnički artikulirano u nizu semantički slojevitih slika. Ivan Slamnig (1930. – 2001.), autor mnogih pjesničkih zbirki (»Aleja poslije svečanosti«, 1956.; »Odron«, 1956.; »Naronska siesta«, 1963.), romana »Bolja polovica hrabrosti« (1972.), zbirki novela, radiodrama, književnokritičkih i znanstvenih tekstova te prevoditelj, sklon je kalamburu, ironiji, pjesništvo mu je zasićeno intelektualnim referencijama. osobito se istaknuo versološkim studijama. Antun Šoljan (1932. – 93.), po mnogima paradigmatični pisac toga naraštaja, okušao se u svim književnim rodovima: kao pjesnik, prozaik (»Izdajice«, 1961.; »Kratki izlet«, 1965; »Luka«, 1974.), dramatičar, kritičar, feljtonist, antologičar, urednik nekoliko časopisa i prevoditelj. Kao dobar poznavatelj aktualnih tokova svjetske književnosti, bavio se u pjesništvu modernističkom transpozicijom mitova i legendi, resemantizacijom klasičnih motiva i oblika, a u prozi je analizirao sukob pojedinca s društvenim konvencijama. M. Slaviček (1929. – 2012.) također je bio iznimno plodan pjesnik. Služio se svakodnevnim govornim izrazom; pisao je o naizgled malim stvarima, ali je uspijevao u prizore običnog življenja ugraditi elemente lirske meditativnosti o vremenu i prolaznosti. Nikola Milićević (1922. – 99.) bio je jedan od urednika »Krugova«, ali su ga zbog sklonosti jasnu izričaju i klasičnim formama kritičari najčešće povezivali sa starijim naraštajima hrvatskih pjesnika. Pisao je i književnopovijesne eseje te prevodio. Pjesnik i povjesničar starije hrvatske književnosti Josip Pupačić (1928. – 71.) u svojim je pjesmama pokušavao ostvariti harmoničan odnos književne baštine i modernoga izraza. Z. Golob (1927. – 97.), pjesnik, pisac šansona, književne i likovne kritike i esejistike, najizrazitiji je zagovornik nadrealističke poetike unutar krugovaškoga naraštaja. 
I. Vrkljan (1930.) također se kao pjesnikinja nadahnjivala nadrealizmom; velik je uspjeh doživjela 1980-ih ispovjednom, feministički angažiranom prozom. Pjesništvo V. Krmpotić (1932.) zaokupljeno je traganjem za mističkim simbolima života. Z. Tomičić (1930. – 2008.) zasnivao je stihove na fragmentima mitološkog i filozofskog znanja, pjesme su mu zasićene slikama iz grčke mitologije i »Biblije«. Vlado Gotovac (1930. – 2000.) odlikovao se izrazito intelektualiziranim tipom iskaza; kritika ga je često nazivala »filozofskim pjesnikom«. Istaknuo se i kao urednik »Hrvatskog tjednika« u razdoblju Hrvatskog proljeća te kao kult. radnik i političar koji je strastveno zagovarao ideju liberalne demokracije i hrvatske nacionalne emancipacije. Pjesnik M. S. Mađer (1929.) snažno je vezan za zavičajni slavonski krajolik. S. Juriša (1927. – 89.) pisao je pjesme o tzv. malim ljudima prožete jednostavnom meditativnošću. I pjesništvo D. Ivančana (1931. – 82.) odlikuje se jednostavnošću, komprimiranošću izraza, što je posljedica utjecaja haiku poezije. Pjesme pišu i J. Ricov (1929.), I. Ladin (1929. – 2001.), A. Petričević (1930.), Petar Gudelj (1933.), Veselko Koroman (1934.), V. Pavlović (1935. – 96.), I. Martinac (1938. – 2005.) i dr. 
Vrijedne pjesničke i prozne opuse, osobito u dijelu stvaralaštva koji su namijenili djeci, ostvarili su Z. Balog (1932.), S. Škrinjarić (1931. – 2004.), N. Iveljić (1931. – 2009.) i V. Stahuljak (1926. – 2011.). Među autorima dječje proze izdvajaju se M. Bjažić (1924.), Z. Furtinger (1912. – 86.), N. Pulić (1926. – 2005.), M. Matošec (1929. – 82.), P. Katalinić (1927. – 2013.) i dr. Romane za djecu (s glavnim likom dječakom Kokom) pisao je Ivan Kušan (1933. – 2012.), koji je također pisac većeg broja zapaženih djela za odrasle; proza i drame zasnovani su mu na jezično-stilističkoj virtuoznosti i duhovitosti koja povremeno prelazi u grotesku. Rado je pastiširao književne stereotipe iz domaće i svjetske književnosti.
Vojislav Kuzmanović (1930. – 76.) jedan je od najdarovitijih pripovjedača krugovaškoga naraštaja i jedan od prvih nasljedovatelja moderne američke proze; njegove radiodrame imale su svjetsku recepciju. K. Špoljar (1930. – 77.) istaknuo se kao pripovjedač. Č. Prica (1931. – 2009.) pisao je pjesme, drame, eseje, dnevničko-memoarsku prozu i putopise. Proza S. Vereša (1928. – 92.) obilježena je prepletanjem elemenata različitih žanrova: putopisa, feljtona, eseja, dnevnika i fikcijskoga štiva. Fedor Vidas (1924.), prozaik, plodan filmski i televizijski scenarist, uspješan je osobito kao autor kratkih priča pisanih u hemingwayskoj tradiciji. Najistaknutiji je kritičar krugovaškoga naraštaja Vlatko Pavletić (1930. – 2007.). B. Popović (1928. – 2012.) u svojoj se esejistici nadahnjivao filozofskom literaturom, pa je bliži kritičarima razlogovskoga naraštaja nego krugovašima. M. Vaupotić (1925. – 81.) objavio je niz kritika i prigodnih tekstova uglavnom impresionističkoga karaktera. Premda vršnjak krugovaša, kritičar i prevoditelj Tomislav Ladan (1932. – 2008.) u hrvatskoj se književnosti pojavio tek na početku 1960-ih. Temeljito filološki naobražen, pisao je eruditske komparatističke eseje nadahnute metodom E. R. Curtiusa; prevoditelj je kapitalnih Aristotelovih djela (»Metafizika«, »Fizika«, »Politika«, »Nikomahova etika«). Sustavno se bavio kritikom modernoga pjesništva, a napisao je i eksperimentalni roman »Bosanski grb« (1975.) te enciklopedijsku knjigu »Riječi« (2001.). Predrag Matvejević (1932.) istražuje tradiciju lijeve književnosti i polemički analizira aktualna pitanja kult. politike; međunarodni uspjeh postigao je esejističko-leksikografskim djelom »Mediteranski brevijar« (1987.).
Prozaik Ivan Aralica (1930.) vršnjak je krugovaša, ali je u književnost ušao tek 1960-ih; njegovi su tematski interesi bili drugačiji. Afirmirao se potkraj 1970-ih nizom povijesnih romana u kojima se nadahnuo izričajem i tematikom starih putopisa i ljetopisa, narodne književnosti te andrićevskom narativnom tehnikom. U 1990-ima pisao je publicističke knjige i pripovjedačka djela u kojima se obračunavao s protivnicima HDZ-ove politike. Putopisi povjesničara umjetnosti M. Peića (1923. – 99.) odlikuju se zanimljivošću opažanja te osobito jezikom prepunim bizarnih metafora neologizama. Vitomir Lukić (1929. – 91.) u modernistički strukturiranoj proznoj formi zaokupljen je problemom alijenacije pojedinca u suvremenom svijetu. Feđa Šehović (1930.) u proznoj i dramskoj formi opisuje s izrazitim humorističkim smislom aktualne prilike (osobito lokalne dubrovačke). U potonjim se romanima bavi i povijesnim temama. Prozu i pjesme pišu i Lj. Car-Matutinović (1931.) i A. Vuletić (1933.). Miljenko Smoje (1923. – 95.) doživio je velik uspjeh duhovitim feljtonima i televizijskim serijama. Kao televizijski scenaristi istaknuli su se još Ivo Štivičić (1936.), Mladen Kerstner (1928. – 91.), Z. Dirnbach (1929.), M. Sabolović (1935. – 2005.), I. Ivanac (1936. – 88.), K. Klarić (1940.) i dr.
Svojevrstan su međunaraštaj između krugovaša i razlogovaca D. Cvitan (1934. – 93.), pjesnik, romanopisac, novelist, feljtonist i kritičar, T. Sabljak (1934.), pjesnik, pripovjedač, kritičar i scenarist te B. Donat (1934. – 2010.), plodan kritičar koji je nastojao reaktualizirati zapostavljene pisce iz domaće baštine, odnosno predstaviti još nedovoljno poznate fenomene iz svjetske književnosti.

### Razlogovci: Mrkonjić, Zuppa, Stamać, Maroević, Zidić
Početkom 1960-ih oko časopisa »Razlog« (1961. – 68.) i istoimene biblioteke okupili su se pisci rođeni uglavnom oko 1940., koje odlikuje izrazita svijest o naraštajnoj i estetskoj distinktivnosti prema ostalim skupinama unutar hrvatske književnosti. Za razlogovce je karakteristično oslanjanje na filozofsku lektiru (pa se toj skupini približuju i nešto stariji, filoz. orijentirani pisci: V. Gotovac, B. Popović, B. Zeljković); u početku su na njihovo formiranje snažno utjecali Heidegger i francuski egzistencijalisti, a potkraj 1960-ih i strukturalističke ideje. Dominantni su žanrovi kritika i pjesništvo, dulji su prozni oblici zapostavljeni. Razlogovska kritika nije zaokupljena samo književnošću, ona pokušava tumačiti fenomen umjetnosti uopće. Uklanjaju se čvrste granice između pjesništva i esejistike: omiljena je forma pjesme u prozi, a u središtu su tematskih interesa ili problemi derivirani iz suvremene filozofije ili pak analiza samoga procesa umjetničkog stvaranja, odnosno fenomena literarnosti. Jedan je od ključnih razlogovskih predstavnika Z. Mrkonjić (1938.), koji je kao pjesnik počeo 1960-ih oslanjajući se na iskustvo europskoga, ponajprije francuskoga modernizma. Značajan je kao kritičar i antologičar; nastojao je reinterpretirati zatečenu predodžbu o poslijeratnome hrvatskom pjesništvu pa je afirmirao neke do tada zapostavljane rane moderniste (R. Ivšić, J. Stošić) i pisce koji grade autonomne poetske svjetove, osobito N. Šopa. Vjeran Zuppa (1940.), vodeći naraštajni kritičar, primjenjuje hermeneutičku, a u kasnijoj fazi strukturalističku analizu. D. Dragojevića (1934.) književna kritika obično pribraja razlogovcima jer su mu se prve knjige pojavile istodobno s njihovima. Iako i on njeguje pjesmu u prozi i izrazito intelektualiziran, višeznačan pjesnički diskurs zasićen metatekstualnim referencijama, on gradi autohtonu, vlastitu simboliku i specifičan tip iskaza, koji ga čine jednim od najznačajnijih hrvatskih poslijeratnih pjesnika. Kao pjesnik Ante Stamać (1939.) je više od ostalih razlogovaca vezan za tradiciju, teži klasičnosti forme, zaokupljen je simbolima rasula i nestajanja, pa ga kritika povezuje s tzv. egzistencijalnim pjesništvom. Djeluje i kao esejist, kritičar i književni teoretičar. Pjesništvo Igora Zidića (1939.) teži kratkoj formi, komprimiranu, eliptičnu, pročišćenu iskazu. Kritika ga povezuje i s talijanskim hermetizmom. D. Horvatić (1939. – 2004.) osobito je njegovao formu pjesme u prozi. N. Petrak (1939.) u oblikovanju opsesivnih motiva tzv. pjesništva egzistencijalnog iskustva oslanja se više od ostalih razlogovaca i na angloameričku tradiciju, osobito na D. Thomasa. Tonko Maroević (1941.) plodan je pjesnik, likovni i književni kritičar i prevoditelj; pjesništvo mu se zasniva na atomiziranoj slikovnosti, u potonjoj je fazi zasićeno intertekstualnim i metatekstualnim referencijama. M. Grčić (1938.), pjesnik, esejist i prevoditelj, pisac je u čijem se djelu prepoznaju klasična kultiviranost i naobrazba; stihovi su mu semantički koherentniji nego u većine vršnjaka. Ž. Sabol (1941. – 91.), pjesnik i kritičar, objavljivao je u početku hermetične, intelektualizirane pjesme prožete simbolima odustajanja, bijega, etničkoga sloma; poslije je pisao uglavnom stihove za zabavnu glazbu. Među predstavnicima razlogovskoga naraštaja izdvajaju se još prozaik i esejist M. Mirić (1931.), pjesnik, esejist i dramski pisac Ž. Falout (1936. – 86.), pjesnik M. Ganza (1936.), pjesnik S. Vučićević (1941. – 89.), književnica, književna i likovna kritičarka te prevoditeljica Ž. Čorak (1943.), pjesnikinja, književna i likovna kritičarka te prevoditeljica Lj. Mifka (1943. – 2002.) i dr. Bliski su razlogovskomu krugu pjesnika bili i M. Čudina (1937. – 86.), u čijem se pjesništvu osjećaju i snažni utjecaji neonadrealističke poetike, te T. Petrasov Marović (1934. – 91.), koji je pokazivao izrazitu sklonost prema njegovanju likovne komponente uobličenih prizora, služio se arhaičnim i dijalektalnim čakavskim leksemima, a bio je sklon i citatima motiva iz klasične književnosti. Pjesnik J. Sever (1938. – 89.) utjecao je na pjesnike koji su se pojavili potkraj 1970-ih, na stvaranje tzv. semantičkoga konkretizma i pjesništva jezične dosjetke. Vrlo plodni u pjesništvu i kritici, u prozi razlogovci nisu ostavili znatnijega traga. Prozaici koji su se pojavili u doba afirmiranja razlogovskoga modela književnosti nisu pokazali odviše naklonosti razlogovskoj poetici. N. Fabrio (1937.) jedan je od rijetkih prozaika (ujedno je dramatičar, esejist i prevoditelj) koji pokazuje i određene srodnosti s modelom literature kakav razlogovci afirmiraju. U 1980-ima doživio je velik uspjeh dvama tematski povezanim povijesnim romanima: »Vježbanje života« (1985.) i »Berenikina kosa« (1989.). M. Raos (1931. – 90.) anticipirao je naraštaj fantastičara koji će se pojaviti nakon nekoliko godina. T. Slavica (1937. – 2003.) pisao je modernistički organiziranu prozu s naglašenom alegoričkom i simboličkom komponentom. J. Laušić (1936. – 2002.) u nizu romana bavio se tematikom vezanom za Dalmatinsku zagoru. Modernistički organiziranu prozu vezanu za prošlost vojvođanskih Hrvata piše P. Vojnić Purčar (1939.). Vršnjaci razlogovaca Z. Majdak (1938.), A. Majetić (1938.), B. Glumac (1938.) i Z. Milčec (1938. – 2014.) zagovaraju posve oprečnu poetiku. Zanima ih gradska svakodnevica, gledana očima »čovjeka s margine«. Žargon, koji je počeo prodirati već u prozu krugovaša, u romanima, pa i u pjesništvu (Majdak, Majetić, Glumac), odnosno u feljtonistici (Milčec) tih pisaca postaje glavnim izražajnim sredstvom. Srodan im je i T. Bilopavlović (1940.). P. Kanižaj (1939.) i H. Hitrec (1943.) uspješno njeguju humoristički žanr. I. Lovrenović (1943.) piše eseje o bosanskohercegovačkoj kulturnoj baštini, kritike i prozu. Kritičar I. Mandić (1939.) započeo je esejističkom suradnjom u »Razlogu«, ali se ubrzo transformirao u masovnomedijski orijentiranoga recenzenta i kolumnista. Književne kritike i feljtoni V. Tenžere (1942. – 85.) odlikuju se vrsnim stilom i duhovitošću. Bavio se također likovnom i televizijskom kritikom, pisao je radiodrame, a u feljtonima je oštroumno analizirao najrazličitije društvene pojave. Josip Pavičić (1944.) također piše novinsku književnu kritiku.

### Drama, lirika
Potkraj 1960-ih i početkom 1970-ih u hrvatskoj književnosti pojavilo se nekoliko izrazitih dramatičara. Ivo Brešan (1936.) autor je većeg broja drama obilježenih intertekstualnošću i groteskom; drama »Predstava Hamleta u selu Mrduša Donja« (praizvedena 1971.) najizvođeniji je hrvatski dramski tekst u drugoj polovici XX. st.; uspješan je i kao romanopisac i scenarist. Slobodan Šnajder (1948.) oslanja se na poetiku angažiranog, avangardnog teatra 1960-ih i na krležinsku baštinu; drame su mu doživjele uspjeh i na njemačkom govornom području. Plodni su dramatičari još T. Bakarić (1941. – 2003.), I. Bakmaz (1941. – 2014.) i S. Šembera (1947. – 2006.). Dubravko Jelačić Bužimski (1948.) piše drame, novele i prozu za djecu. Boris Senker (1947.), N. Škrabe (1947.) i T. Mujičić (1947.) napisali su zajednički veći broj komedija. Senker je ujedno i plodan autor teatroloških studija i kazališnih kritika. B. Bošnjak (1943.) u esejistici također nasljeduje poststrukturalističke postavke; poezija mu se vezuje uz tzv. pjesništvo egzistencijalnoga koncepta. G. Babića (1944.) kao pjesnika karakterizira interes za mračnu stranu ljudske egzistencije. Izražajni mu je i tematski raspon širok: od tona i slikovnosti drevnih legendi do estradne ispovjednosti. Piše i pjesme za djecu, drame, prozu te političke pamflete. U pjesništvu M. Peakić (1943.) dominiraju teme pada, nestajanja, smrti: od ostalih je razlikuje zaokupljenost muzikalnošću stiha. S. Mijović Kočan (1940.) piše poeziju heterogena izraza: u rasponu od modernističkih alogičnih i atopičnih eksperimenata do uzoraka estradnoga pjesništva. Bavi se i kritikom. J. Melvinger (1940.) piše intimističku poeziju, sklona je elegičnosti i introspekciji. Luko Paljetak (1943.) pjesnik je koji izvrsno vlada različitim pjesničkim oblicima, što mu omogućuje da se uvjerljivo realizira u različitim tipovima poetskih iskaza. Odlikuju ga muzikalnost stiha, efektno sučeljavanje osjećajnosti i ironije; premda komunikativno, njegovo se pjesništvo odlikuje i misaonom slojevitošću. Vrstan je prevoditelj, piše također eseje i dramske tekstove. B. Vladović (1943.) afirmirao se kao ponajbolji predstavnik konkretnog i vizualnog pjesništva u Hrvatskoj. Zvonko Maković (1947.), pjesnik i likovni kritičar, u ranim pjesmama nasljeduje poetiku egzistencijalnoga iskustva; u zrelijem razdoblju integrira u svoje pjesme i elemente reizma. Početkom 1980-ih sve više se koristi kolažiranjem citata ne samo iz tzv. visoke umjetnosti već i iz masovnomedijskih oblika. Očita je i njegova srodnost sa slovenskim avangardistima koji su važni i za pjesničko formiranje Lj. Stefanovića (1950.). Milorad Stojević (1948.), pjesnik i romanopisac, istražuje jezične potencijale poetskoga i proznog iskaza, unosi eksperimentatorski duh i u dijalektalnu čakavsku poeziju. Među mnogim pjesnicima koji su prve knjige objavili potkraj 1960-ih i u 1970-ima izdvajaju se i E. Fišer (1943.), Ž. Knežević (1943.), M. Suško (1941.), G. Sušac (1941. – 2014.), J. Jelić (1942. – 2012.), D. Oraić-Tolić (1943.), I. Rogić Nehajev (1943.), A. Škunca (1944.), V. Reinhofer (1937. – 2003.), N. Martić (1938. – 2013.), A. Dedić (1938.), I. Bauman (1944.), I. Kordić (1945.), J. Fiamengo (1946.), M. Popadić (1947. – 90.), E. Kišević (1947.), T. M. Bilosnić (1947.), Dž. Alić (1947.), S. Šešelj (1947.), S. Manojlović (1948.), M. Pešorda (1950.), Tomislav Matijević (1950.), Božica Jelušić (1951.), Ž. Ivanković (1954.), D. Katunarić (1954.), Mile Stojić (1955.) i dr. Javlja se nekoliko zanimljivih pjesnika i među gradišćanskim Hrvatima u Austriji: Peter Tyran (1955.), H. Gassner (1955.) i J. Čenar (1956.).

### Prozaici 1970-ih
Za razliku od mladih pjesnika koji su poetički difuzni, novi naraštaj prozaika početkom 1970.–ih povezan je i estetskim nazorima. Odmah je primijećena njihova izrazita naklonost fantastici. Oni se nadahnjuju suvremenom latinskoameričkom prozom, ruskim simbolistima i avangardistima (osobito Bulgakovom), zatim Kafkom, Schulzom, Calvinom, Singerom i dr. Obnovljeno je i zanimanje za fantastiku u hrvatskoj književnosti, osobito za prozu hrvatske moderne. Naglašeno je zanimanje za formu; samo književno stvaranje često je i tema te proze. Učestali su citati tekstova iz književne baštine. Potkraj 1970-ih većina se tih prozaika posvećuje istraživanju mogućnosti integracije tzv. trivijalnih žanrovskih oblika (proza detekcije, melodrama) u visoku književnost, a drugi pak pišu društvenokritičku prozu; roman potiskuje novelu, koja je početkom 1970-ih bila dominantna. N. Šepić (1943.) i A. Goldstein (1943. – 2007.) svojim su fantastičkim prozama izravno prethodili naraštaju prozaika rođenih nakon rata. S. Čuić (1945.) istaknuo se osobito ranom zbirkom novela »Staljinova slika i druge priče« (1971.), u kojoj se prepleću fantastika i alegorijsko pripovijedanje o odnosu pojedinca i totalitarnih polit. sustava. 

#### Pavao Pavličić, Goran Tribuson
Pavao Pavličić (1946.) plodan je prozaik, scenarist, književni povjesničar i teoretičar. Započeo je kao fantastičar sklon eksperimentu, a potom piše niz komunikativnih romana, uglavnom zasnovanih na načelima detekcijske proze. Sličan je i razvoj G. Tribusona (1948.), koji je isprva pisao borgesovski tip eruditske fantastičke proze, a potom niz romana i novelističkih zbirki u kojima nostalgično evocira mitologiju odrastanja tzv. šezdesetosmaške generacije; piše i detekcijsku prozu i scenarije. 

#### Dubravka Ugrešić, Slavenka Drakulić
Proza Dubravke Ugrešić (1949.) zasićena je intertekstualnim referencijama. I ona se rado koristi postupkom kolažnoga povezivanja citata iz visoke i trivijalne književnosti. U 1990-ima njezini romani i knjige političkih eseja dobili su više uglednih svjetskih nagrada. Piše također scenarije i prozu za djecu; objavljuje studije o ruskoj avangardističkoj književnosti. Veljko Barbieri (1950.) piše prozu vezanu za mediteranski ambijent, prožetu citatima iz klasične grčke i rimske književnosti. osobito mu je zanimljiva proza pisana u maniri negativne utopije. Pero Kvesić (1950.) piše tzv. jeans prozu s tematikom iz života gradske mladeži, uobličenu urbanim kolokvijalnim stilom. Slavenka Drakulić (1949.) piše romane i eseje prožete feminističkim duhom, koji su doživjeli više od stotinu svjetskih izdanja. Kao uspješni prozaici izdvajaju se i I. Horozović (1947.), D. Kekanović (1947.), S. Tomaš (1947.), V. Biga (1948.), S. Meršinjak (1949. – 2008.), B. V. Žigo (1946.), B. Slijepčević (1947.), P. Raos (1951.), N. M. Blažević (1951.), koja je zanimljiva i kao pjesnikinja, I. Lukšić (1953.), I. Žanić (1954.), S. Pilić (1954.), B. Hrovat (1956.), D. Slamnig (1956.) i dr.
Polovicom 1970-ih javio se novi naraštaj pjesnika, ispočetka vezan uz časopis »Off«, koji se pozivao na iskustvo prethodnika: Severa, Makovića i Stojevića. Među tim pjesnicima, za koje je uobičajen naziv »semantički konkretisti«, najpoznatiji su: B. Maleš (1949.), koji je i kritičar, Milko Valent (1948.), koji uz poeziju piše prozu i esejistiku, Sead Begović (1954.), A. Žagar (1954.), J. Zamoda (1954.) i dr. Istodobno se javlja i »pjesništvo dosjetke«, zasnovano na duhovitim kalamburima, s izrazitom ludičkom dimenzijom; glavni su predstavnici Dražen Mazur (1951.), koji piše i prozu, i Ranko Igrić (1951.). Nizom izbora, antologija i programatskih napisa nastoji se konstituirati i skupina pjesnika »spiritualne orijentacije«; glavni su predstavnici Š. Š. Ćorić (1949.), Drago Štambuk (1950.), I. Tolj (1954.) i N. Jurica (1952.), koji se bavi i kritikom. Kao kritičari 1970-ih javljaju se i A. Armanini (1943.), C. Milanja (1943.), Zdravko Zima (1949.), I. Župan (1952.), Velimir Visković (1951.), Z. Kovač (1951.) i dr. Polovicom 1980-ih u časopisu »Quorum« i istoimenoj ediciji pojavljuje se niz novih prozaika, pjesnika i kritičara: D. Miloš (1954.), Lj. Domić (1952.), B. Čegec (1957.), K. Bagić (1962.), Vlaho Bogišić (1960.), H. Pejaković (1960. – 96.), E. Budiša (1958. – 84.), Julijana Matanović (1959.), G. Rem (1958.), D. Rešicki (1960.), M. Mićanović (1960.), M. Đurđević (1961.), Nikola Petković (1962.) i dr. Javlja se i nekoliko mladih dramskih pisaca, među kojima su najzanimljiviji B. Vujčić (1957.), Miro Gavran (1961.), L. Kaštelan (1961.), I. Vidić (1966.), A. Srnec-Todorović (1967.).

### Književnost 1990-ih
Domovinski rat 1991. – 95. imao je odjek i u književnom stvaralaštvu. Popularni žanrovi postali su domoljubna kolumnistika i ratne reportaže u novinama; pjesnički domoljubni radovi sabrani su u antologiji »U ovom strašnom času« (1992.; priredili Ivo Sanader i A. Stamać), a ukupna književna produkcija antologizirana je u zborniku »Hrvatsko ratno pismo« (1992.; priredila D. Oraić-Tolić). U tom su se razdoblju mnogi hrvatski emigrantski pisci vratili u Hrvatsku. V. Nikolić prenio je sjedište svoje »Hrvatske revije« u domovinu. Od pisaca povratnika najbolje se integrirao u tokove suvremene hrvatske književnosti B. Maruna. Neki pisci se opiru nacionalnoj homogenizaciji i povijesnome revizionizmu kakav je zagovarala vladajuća stranka: dio njih nastavio je književno djelovanje u inozemstvu (D. Ugrešić, S. Drakulić, P. Matvejević, S. Šnajder, R. Iveković). Neki pisci emigriraju i u Jugoslaviju (G. Babić). Rat u BiH doveo je i nekoliko sarajevskih hrvatskih pisaca u Zagreb, među kojima su se posebno istaknuli Miljenko Jergović (1966.), autor jedne od najboljih novelističkih knjiga o ratu na području bivše Jugoslavije »Sarajevski Marlboro« (1994.), Ivan Lovrenović (»Liber memorabilium«, 1994.), J. Dautbegović (1948. – 2008.), Darko Lukić (1962.). Neki istaknuti srpski pisci preselili su se u Hrvatsku i počeli pisati na hrvatskom jeziku: Mirko Kovač (1938. – 2013.), Bora Ćosić (1932.).

#### Festival alternativne književnosti
Skupina književnika pokrenula je 1990-ih Festival alternativne književnosti (FAK), manifestaciju javnoga čitanja književnih radova. Iako su u početku naglašavali međusobnu različitost, ubrzo se pokazalo da među njima ima dosta poetičkih srodnosti. Većinu ih odlikuje sklonost neorealističkoj poetici, suvremenoj urbanoj govornoj frazi; zaokupljeni su životom mladih u traumatiziranoj Hrvatskoj nakon novih ratova; izrazito socijalno kritični, ironični prema nacionalističkim mitovima. Među njima se izdvajaju Borivoj Radaković (1951.), Zoran Ferić (1961.), Miljenko Jergović, Ante Tomić (1970.), Jurica Pavičić (1965.), Đermano Senjanović (1949.), Robert Perišić (1969.), Edo Popović (1957.) i dr.

### Znanost o književnosti
Znanost o književnosti u Hrvatskoj polovicom 1950-ih oslobađa se socrealističkoga normativizma koji je često analitičare književnih tekstova opterećivao sociologiziranjem i ideologizacijom. God. 1957. pokrenut je i časopis za znanost o književnosti »Umjetnost riječi«, oko kojega se okupila skupina teoretičara i povjesničara književnosti koji će činiti jezgru tzv. zagrebačke stilističke škole. Potom se pokreću i časopisi »Književna smotra« (1969.) i »Croatica« (1970.). U drugoj polovici XX. st. hrvatska znanost o književnosti dosegnula je iznimno visoku razinu, za što su osobito zaslužni Z. Škreb (1904. – 85.), Aleksandar Flaker (1924. – 2010.), Ivo Frangeš (1920. – 2003.), M. Bošković-Stulli (1922. – 2012.), S. Petrović (1931. – 2005.), S. Lasić (1927.), F. Čale (1927. – 93.), M. Zorić (1927.), Viktor Žmegač (1929.), D. Suvin (1930.), Milivoj Solar (1936.), I. Vidan (1927. – 2003.), Z. Lešić (1934.), K. Pranjić (1931.), R. Katičić (1930.), B. Vuletić (1937.), M. Machiedo (1938.), M. Beker (1926. – 2002.), G. Peleš (1931.), A. Stamać, P. Pavličić, Z. Kravar (1948. – 2013.), V. Biti (1952.), Andrea Zlatar (1961.). 
Među povjesničarima novije hrvatske književnosti ističu se: M. Šicel (1926. – 2011.), D. Kapetanić (1928.), N. Mihanović (1930.), D. Jelčić (1930.), M. Živančević (1933.), M. Lončar (1938.), D. Detoni-Dujmić (1941.), C. Milanja (1943.), V. Brešić (1951.), K. Nemec (1953.) i dr. Dramskom književnošću i teatrologijom bave se B. Hećimović (1934.), N. Batušić (1938. – 2010.), D. Gašparović (1944.), B. Senker, L. Čale Feldman (1963.), Sibila Petlevski (1964.) i A. Lederer (1964.). O dijalektalnoj književnosti pišu J. Skok (1931.), M. Kuzmanović (1940. – 2001.) i M. Stojević. Stariju hrvatsku književnost istražuju M. Ratković (1906. – 95.), F. Švelec (1916. – 2002.), R. Bogišić (1925. – 2010.), E. Hercigonja (1929.), J. Vončina (1932. – 2010.), N. Kolumbić (1930. – 2009.), Josip Bratulić (1939.), M. Tomasović (1938.), D. Fališevac (1946.), S. P. Novak (1951.) i dr. Hrvatsku latinističku baštinu proučavaju K. Krstić (1905. – 87.), V. Gortan (1907. – 85.), V. Vratović (1927. – 2014.), D. Novaković (1953.) i dr.

## Kronološki popis

### Humanizam i renesansa
- Ivan Česmički
- Marko Marulić
- Šiško Menčetić
- Džore Držić
- Nikola Nalješković
- Mikša Pelegrinović
- Marin Držić
- Mavro Vetranović
- Hanibal Lucić
- Petar Zoranić
- Petar Hektorović
- Brne Karnarutić
- Antun Vrančić
- Dominko Zlatarić
- Dinko Ranjina
- Juraj Baraković
- Sabo Bobaljević

### Barok
- Matija Divković
- Bartol Kašić
- Ivan Gundulić
- Ivan Bunić Vučić
- Fran Krsto Frankapan
- Junije Palmotić
- Ignjat Đurđević
- Jerolim Kavanjin

### Prosvjetiteljstvo, racionalizam i klasicizam (književnost 18. st)
- Andrija Kačić Miošić
- Matija Antun Relković
- Matija Petar Katančić
- Filip Grabovac
- Tituš Brezovački
- Ruđer Bošković
- Đuro Ferić
- Benedikt Stay
- Zlatko Meštrić

### Ilirski pokreti romantizam
- Ivan Mažuranić
- Stanko Vraz
- Matija Mažuranić
- Dimitrije Demeter
- Pavao Štoos
- Ljudevit Gaj
- Petar Preradović

### Protorealizam
- Franjo Ciraki
- Rikard Jorgovanić
- Janko Jurković
- Ivan Perkovac
- August Šenoa
- Adolfo Veber Tkalčević
- Mato Vodopić

### Realizam
- Ksaver Šandor Gjalski
- Ante Kovačić
- Silvije Strahimir Kranjčević
- Eugen Kumičić
- Vjenceslav Novak
- Josip Eugen Tomić
- Josip Kozarac

### Moderna
- Milan Begović
- Milutin Cihlar Nehajev
- Musa Ćazim Ćatić
- Antun Gustav Matoš
- Dragutin Domjanić
- Ivan Kozarac
- Janko Leskovar
- Dinko Šimunović
- Vladimir Vidrić
- Ivo Vojnović

### Avangarda i 20. stoljeće
- Aleksa Kokić
- Ante Jakšić
- Antun Branko Šimić
- August Cesarec
- August Đarmati
- Branko Klarić
- Branko Storov
- Cvite Škarpa
- Dinko Štambak
- Dobriša Cesarić
- Drago Ivanišević
- Dragutin Tadijanović
- Dubravko Horvatić
- Đuro Sudeta
- Gabrijel Cvitan
- Gašpar Bujas
- Gjuro Arnold
- Gustav Krklec
- Ilija Jakovljević
- Ivan Aralica
- Ivan Evanđelist Šarić
- Ivan Goran Kovačić
- Ivan Slamnig
- Ivana Brlić-Mažuranić
- Ivo Andrić
- Ivo Horvat
- Ivo Kozarčanin
- Ivo Lendić
- Izidor Poljak
- Jakša Ercegović
- Janko Bubalo
- Janko Matko
- Janko Polić Kamov
- Jasna Melvinger
- Jeronim Korner
- Josip Andrić
- Josip Pupačić
- Jovan Hranilović
- Jozo Laušić
- Jure Kaštelan
- Lazar Merković
- Ljubomir Maraković
- Lucijan Kordić
- Luka Brajnović
- Mak Dizdar
- Marija Jurić Zagorka
- Marin Sabić
- Mato Lovrak
- Mihovil Pavlek-Miškina
- Milan Pavelić
- Mile Budak
- Mira Preisler
- Mirko Kovač
- Miroslav Krleža
- Nedjeljko Subotić
- Nenad Brixy
- Nikola Milićević
- Nikola Šop
- Petar Grgec
- Petar Šegedin
- Petko Vojnić Purčar
- Rajmund Kupareo
- Ranko Marinković
- Serafin Mičić
- Sida Košutić
- Slavko Mihalić
- Slobodan Novak
- Srećko Karaman
- Stjepan Džalto
- Tin Ujević
- Tomislav Ladan
- Ton Smerdel
- Velimir Deželić stariji
- Vesna Parun
- Viktor Vida
- Vinko Kos
- Vinko Nikolić
- Vjekoslav Kaleb
- Vladan Desnica
- Vladimir Nazor
- Zvonimir Remeta
- Stanka Gjurić

### Suvremena književnost
- Krešimir Bagić
- Miljenko Jergović
- Ivan Kušan
- Slavenka Drakulić
- Miro Gavran
- Dubravka Ugrešić
- Davor Šalat
- Anka Žagar
- Stanka Gjurić
- Stanko Andrić
- Tomislav Šarić
- Delimir Rešicki
- Ante Tomić
- Davor Slamnig
- Sead Begović
- Arsen Dedić
- Daša Drndić
- Pavao Pavličić
- Predrag Matvejević
- Boris Biletić
- Ivo Totić
- Marko Martinović
- Željko Kocaj
- Branko Čegec
- Vjekoslav Boban
- Ratko Cvetnić
- Darko Macan
- Nedjeljko Fabrio
- Zdravko Zima
- Milan Rakovac
- Daniel Načinović
- Jakša Fiamengo
- Tomislav Marijan Bilosnić
- Milovan Miković
- Edo Popović
- Robert Perišić
- Jurica Pavičić
- Milko Valent
- Borivoj Radaković
- Boris Dežulović
- Mile Pešorda
- Lucija Rudan
- Josip Cvenić
- Zoran Kršul
- Julijana Matanović
- Zoran Ferić
- Goran Tribuson
- Snježana Tribuson
- Vlatko Majić
- Sanja Pilić
- Tatjana Gromača
- Maja Hrgović
- Ivana Šojat
- Robert Roklicer
- Zlatko Krilić
- Joja Ricov
- Rade Jarak
- Ervin Jahić
- Igor Štiks
- Kristian Novak

## Hrvatska književnost izvan RH

#### Mađarska
Priznati hrvatski pjesnik iz Mađarske, Stjepan Blažetin, opisuje uvjete književnog stvarateljstva Hrvata u Mađarskoj nakon Prvog svjetskog rata, i u teško razdoblje komunističke vlasti u Mađarskoj: "Dovoljno je bilo slušati hrvatski radio da bi se zaradio odlazak na prisilni rad. Prije toga, od 1918. pa sve do 1969. nije objavljena niti jedna knjiga hrvatskih književnika. Poslije je bilo lakše."

#### Bosna i Hercegovina
Hrvatska književnost u Bosni i Hercegovini je definicija dana skupu novela, kratkih priča, pjesama i ostalih raznih književnih djela koja su ispisana na hrvatskome jeziku i pripadaju u cijelosti hrvatskoj kulturi u Bosni i Hercegovini, bosanskohercegovačkim Hrvatima i hrvatskome jeziku. Ta književnost obuhvaća književnike koji su pisali na hrvatskom jeziku, koji su podrijetlom iz Bosne i Hercegovine. Ona uključuje i mnoge bošnjačke književnike, za koje mnogi tvrde da ne pripadaju hrvatskoj književnosti u Bosni i Hercegovini. No, ipak ti su književnici svoje djelo svjesno utkali u korpus hrvatske književnosti, crpili su iz njega izražajne oblike i primali utjecaje značajnijih hrvatskih autora, nacionalno se izjašnjavali Hrvatima i pisali su na hrvatskome jeziku.
Najpoznatiji književnici iz Bosne i Hercegovine koji su pisali na hrvatskom jeziku jesu: Ivo Andrić, Ivan Aralica, Toma Babić, Safvet-beg Bašagić, Enver Čolaković, Musa Ćazim Ćatić, Matija Divković, Mak Dizdar, Asaf Duraković, Fadil Hadžić, Nusret Idrizović, Lucijan Kordić, Veselko Koroman, Mirko Kovač, Ivo Kozarčanin, Silvije Strahimir Kranjčević, Jakša Kušan, Tomislav Ladan, Filip Lastrić, Vitomir Lukić, Grgo Martić, Matija Mažuranić, Ahmed Muradbegović, Alija Nametak, Zvonimir Remeta, Novak Simić, Antun Branko Šimić, Lovro Šitović Ljubušak, Nikola Šop, Anđelko Vuletić.
Ovdje pogledajte popis hrvatskih književnika iz Bosne i Hercegovine.

## Popis po žanrovima
- hrvatski dramatici
- hrvatski esejisti
- hrvatski pjesnici
- hrvatski putopisci
- hrvatski romanopisci
- hrvatski publicisti
- hrvatski novelisti

## Hrvatska književnost po žanrovima
- drama u hrvatskoj književnosti
- esej u hrvatskoj književnosti
- hrvatsko pjesništvo
- putopis u hrvatskoj književnosti
- kratka priča u hrvatskoj književnosti
- pripovjetka u hrvatskoj književnosti
- crtica u hrvatskoj književnosti
- novela u hrvatskoj književnosti
- roman u hrvatskoj književnosti
- hrvatska književna kritika
- hrvatska publicistika

## Prijevodi djela hrvatskih književnika
Hrvatski književnici prevedeni na španjolski:

Dragutin Tadijanović, Slavko Mihalić, Maja Gjerek, Diana Rosandić, Lana Derkač, Davor Šalat, Ante Stamać, Mladen Machiedo, Diana Burazer i Mila Pavićević.
[neaktivna poveznica]

## Poveznice
- Povijest hrvatskog kazališta
- Hrvatska umjetnost
- Likovna umjetnost u Hrvatskoj
- Hrvatska glazba
- Hrvatski film

## Vanjske poveznice
- Feljton "Glasa koncila": IZ RIZNICE HRVATSKE SREDNJOVJEKOVNE PISANE KULTURE
- Matica hrvatska - Ogranci - Knjige  Arhivirana inačica izvorne stranice od 29. srpnja 2007. (Wayback Machine) Hrvatska riječ u Srijemu
- Književni krug Reči Rieč, poezija, proza, književnost
- Radio Subotica Hrvatski pisci iz dijaspore bit će uvrštavani u matičnu hrvatsku književnu baštinu, 9. ožujka 2009.
- Milovan Miković, Roman u književnosti Hrvata u Vojvodini(antologija romana od 1875. do 2008.), Književna revija, Osijek, 3-4, 2008., 3-474.